# Basílica menor

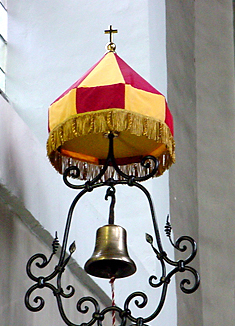
El tintinnabulum i el conopaeum, privilegis antigament atorgats a les basíliques.

Una basílica menor (en llatí: basilica minor) és un títol atorgat a diverses esglésies catòliques. Segons el dret canònic, cap església catòlica pot ser honorada amb el títol de basílica, llevat que sigui per concessió apostòlica o pel costum immemorial.
Amb relació a les esglésies, els escriptors sobre arquitectura fan servir el terme basílica per descriure una església construïda d'acord amb un estil particular. Els primers cristians construïren les catedrals en aquest estil, segons el model de les basíliques seculars semipúbliques, i el seu creixement en mida i importància senyalà el traspàs gradual del poder civil cap a les mans episcopals, aproximadament cap al segle v.
Al segle xviii, el terme adquirí un sentit canònic, sense tenir res a veure amb aquest estil arquitectònic. Les basíliques, d'acord amb aquest sentit canònic, es dividirien en majors i menors. Actualment, només existeixen quatre basíliques majors, totes elles a Roma: Sant Pere del Vaticà, Sant Joan del Laterà, Santa Maria Major i Sant Pau Extramurs. Tota la resta de basíliques existents al món són basíliques menors.

## Privilegis, obligacions i condicions

Ornament heràldic d'una basílica menor

Els privilegis prèviament afegits a la condició de basílica inclouen una certa precedència davant de les altres esglésies, el dret a usar el conopaeum (un baldaquí que sembla un paraigua, també anomenat umbraculum, ombrellino, papilio, sinicchio, etc.), i la campana (tintinnabulum), que es fa servir en processó al capdavant del clergat als actes oficials, i l'ús de la capa magna pel rector o pels membres del capítol quan assisteixen a l'Ofici Diví. En el cas de les basíliques majors, els umbraculae estan fets amb fil d'or i vellut vermell, mentre que a les basíliques menors són de seda groga i vermella (els colors tradicionalment associats amb la Seu Papal i la ciutat de Roma.
Aquests símbols externs, llevat del de la capa magna, encara es veuen de vegades a les basíliques, però a les darreres regulacions de la Santa Seu sobre la matèria, publicades el 1989, no en fan menció. La distinció de ser una basílica actualment només confereixen dos privilegis materials:
- El dret d'incloure el símbol papal de les claus passades en sautor als estendards de la basílica, mobles i segell
- El dret que el rector llueixi una musseta sobre el sobrepellís.

La resta de privilegis que actualment comporta es refereixen a la litúrgia de la celebració de la concessió del títol de basílica, i la concessió d'indulgència plenària en certs dies per aquells que resin a la basílica.
El document imposa a les basíliques certs deures:
- Cal que sigui un temple d'esplendor, bastit amb un perfil destacat, reconegut per la seva història, relíquies o imatges sagrades.
- Cal que sigui un focus espiritual d'una comunitat que és santuari per a la multitud de devots que hi acudeixen.
- Cal que posseeixi un tresor espiritual i sagrat, donant culte continuat al Senyor, a la Mare de Déu i al Sant allà venerat.
- Cal que l'ofici que s'hi celebri sigui exemplar per a la resta de temples de la diòcesi.
- Cal que promogui la formació bíblica i religiosa dels fidels, així com l'estudi i la divulgació dels documents amb els quals es proposa el magisteri papal.
- Cal que celebri les festes de la Càtedra de Sant Pere (22 de febrer), de Sant Pere i Sant Pau (29 de juny) i l'aniversari de l'exaltació del Papa.[4]

Diverses basíliques són santuaris, i sovint reben un pelegrinatge significatiu, especialment aquelles que es construïren sobre un confessio o sepulcre d'un sant o d'un màrtir. El desembre del 2009 la Basílica de Guadalupe de Mèxic va establir un nou rècord en rebre 6,1 milions de pelegrins durant els dos dies de la festivitat de Nostra Senyora de Guadalupe.

## Categories de les basíliques menors
El 2008 hi havia quatre basíliques majors i 1.609 basíliques menors al món. D'aquestes 1.609, tres tenen el títol de basílica menor papal i quatre el de basílica menor pontifical.
Les tres basíliques menors papals són Sant Llorenç Extramurs de Roma i Sant Francesc d'Assís i Santa Maria dels Àngels, ambdues a Assís.
Les quatre basíliques menors pontificals són Sant Nicolau de Bari (Pulla), la Santa Casa de Loreto, Sant Antoni de Pàdua i el Santuari de la Benaurada Verge del Roser de Pompeia. Totes, llevat Sant Antoni de Pàdua, han estat durant alguns anys conjuntament sota la cura de la Comissió Cardenalícia pels Santuaris Pontificis de Pompeia, Loreto i Bari, la qual va suprimir-se el 1996 per establir la Delegació Pontifícia del Santuari de la Mare de Déu del Rosari de Pompeia i la Delegació Pontifícia del Santuari de la Casa Santa de Loreto. Les quatre basíliques pontifícies actualment tenen delegats pontificis individuals. Per la basílica de Bari, que és una dependència de la Secretaria d'Estat, el delegat pontifici és l'arquebisbe metropolità local. Per les basíliques de Loreto i Pompeia, que són prelatures territorials, el delegat pontifici és el prelat territorial local. Només per la basílica de Pàdua es nomena un delegat pontifici distint del bisbe local.
La resta de basíliques menors simplement tenen la categoria de ser-ho. Fins i tot les tres basíliques menors reconegudes que també són basíliques pontifícies no es qualifiquen com a basíliques pontifícies menors.
A Torre del Greco hi ha la Basílica Pontifícia de la Santa Creu, recordant la visita dels Papes Pius IX el 1849 i de Joan Pau II el 1990. Apareix també a la llista de basíliques menors, encara que només és una basílica menor.
Una altra església italiana, reconeguda com a basílica menor (però no com a pontifícia) és la Reial Basílica Pontifícia de Sant Jaume dels Espanyols de Nàpols. Aquest nom, qualificant-la tant com a pontifical com a reial, és confirmat per diverses fonts.
A Madrid hi ha la Basílica Pontifícia de Sant Miquel, tot i que simplement és una basílica menor, la propietat de la qual és des de 1982 de la Nunciatura Apostòlica al Regne d'Espanya.
La descripció de basílica pontifícia de vegades és donat, potser sense justificació canònica, a algunes esglésies que, siguin pontificals o no, no apareixen a la llista d'aquelles amb dret al títol de basílica. Entre aquestes trobem la Basílica Pontifícia de San Tammaro bisbe a Grumo Nevano, la Basílica Pontifícia de Sant Cosme i Sant Damià a Bitonto i la Basílica Pontifícia de Santa Maria del Carmel d'Avigliano.
Existeix una basílica patriarcal, la Catedral Basílica Patriarcal de Sant Marc de Venècia, que és anomenada patriarcal perquè és la catedral del Patriarca de Venècia; tot i que formalment és una basílica menor.

## D'altres basíliques menors
Entre les basíliques menors trobem catedrals, esglésies parroquials, santuaris, així com esglésies conventuals o abadies. Alguns oratoris i llocs semiprivats han estat elevats a la categoria de basílica menor, com l'oratori de Sant Josep de Mont-real.
La catedral de Nostra Senyora de Quebec va ser la primera basílica d'Amèrica del Nord, designada així per Pius IX el 1874. La basílica de Santa Maria a Minneapolis esdevingué la primera basílica dels Estats Units, designada per Pius XI el 1926. A Colòmbia, la catedral de Las Lajas és una basílica menor des del 1954. A l'Àfrica, la basílica de Nostra Senyora de la Pau de Yamoussoukro a la Costa d'Ivori és l'església més gran de món, superant la basílica de Sant Pere.
La basílica de Nostra Senyora de Guadalupe, a Mèxic DF, és considerada com el segon santuari més important del món catòlic, només superat per la Ciutat del Vaticà, per la quantitat de pelegrins que rep anualment (entre 12 i 20 milions). El Santuari de Lourdes, a França, amb diverses basíliques, rep entre 5 i 6 milions de pelegrins anualment.
Durant el segle xx hi ha hagut una pronunciada tendència a incrementar la quantitat d'esglésies que ostenten el títol de basílica menor. Entre els exemples trobem el Valle de los Caídos prop de Madrid, la Missió de Sant Carles Borromeo de Carmel a Carmel-by-the-Sea (Califòrnia), la catedral de Manila (també coneguda com a Basílica Menor de la Immaculada Concepció d'Intramuros) i la Basílica Missió de San Juan Capistrano de Califòrnia. Cap a finals del segle xx s'aplicaren mesures més estrictes i es decidí, per exemple, que com que les catedrals tenien un rang superior a les basíliques en qualsevol cas, ja no se'ls atorgaria més el títol de basílica menor.

## Basíliques dels Països Catalans
| País            | Municipi                               | Basílica                                                     | Any de designació |
| --------------- | -------------------------------------- | ------------------------------------------------------------ | ----------------- |
| Andorra         | Canillo                                | Mare de Déu de Meritxell                                     | 2014              |
| Balears         | Escorca                                | Santuari de Lluc                                             | 1962              |
| Balears         | Palma                                  | Catedral de Mallorca                                         | 1905              |
| Balears         | Palma                                  | Sant Francesc de Palma                                       | 1943              |
| Catalunya       | Balaguer                               | Santuari del Sant Crist de Balaguer                          | 2016              |
| Catalunya       | Barcelona                              | Catedral de la Santa Creu i Santa Eulàlia                    | 1867              |
| Catalunya       | Basílica de la Mercè                   | 1918                                                         |                   |
| Catalunya       | Santa Maria del Mar                    | 1923                                                         |                   |
| Catalunya       | Santa Maria del Pi                     | 1925                                                         |                   |
| Catalunya       | Església de Sant Josep Oriol           | 1936                                                         |                   |
| Catalunya       | Església dels Sants Just i Pastor      | 1946                                                         |                   |
| Catalunya       | Temple Expiatori del Sagrat Cor        | 1961                                                         |                   |
| Catalunya       | Església de la Concepció               | 2009                                                         |                   |
| Catalunya       | Temple Expiatori de la Sagrada Família | 2010                                                         |                   |
| Catalunya       | Castelló d'Empúries                    | Santa Maria de Castelló d'Empúries                           | 1948              |
| Catalunya       | Girona                                 | Església de Sant Feliu de Girona                             | 2011              |
| Catalunya       | Igualada                               | Santa Maria d'Igualada                                       | 2006              |
| Catalunya       | La Seu d'Urgell                        | Catedral de la Seu d'Urgell                                  | 1905              |
| Catalunya       | Manresa                                | Col·legiata Basílica de Santa Maria de Manresa               | 1886              |
| Catalunya       | Mataró                                 | Basílica de Santa Maria de Mataró                            | 1928              |
| Catalunya       | Monistrol de Montserrat                | Basílica de la Mare de Déu de Montserrat                     | 1881              |
| Catalunya       | Queralbs                               | Santuari de Núria                                            | 2014              |
| Catalunya       | Solsona                                | Catedral de Santa Maria de Solsona                           | 1953              |
| Catalunya       | Tarragona                              | Catedral Basílica Primada i Metropolitana de Santa Tecla     | 1894              |
| Catalunya       | Terrassa                               | Basílica del Sant Esperit                                    | 1951              |
| Catalunya       | Tortosa                                | Catedral Basílica de la Mare de Déu del Dolors               | 1919              |
| Catalunya       | Tremp                                  | Basílica de la Mare de Déu de Valldeflors                    | 1923              |
| Catalunya       | Vic                                    | Catedral de Sant Pere Apòstol                                | 1893              |
| Catalunya       | Vilafranca del Penedès                 | Basílica de Santa Maria                                      | 1919              |
| Catalunya       | Vimbodí i Poblet                       | Reial Monestir de Santa Maria de Poblet                      | 1963              |
| País Valencià · | Algemesí                               | Basílica de Sant Jaume d'Algemesí                            |                   |
| País Valencià · | Asp                                    | Basílica de Nostra Senyora del Socors                        |                   |
| País Valencià · | Castelló de la Plana                   | Concatedral de Santa Maria                                   | 1983              |
| País Valencià · | Castelló de la Plana                   | Basílica de la Mare de Déu del Lledó                         |                   |
| País Valencià · | Elx                                    | Església Arxiprestal de Nostra Senyora de l'Assumpció        | 2006              |
| País Valencià · | Morella                                | Església de Santa Maria de Morella                           | 1958              |
| País Valencià · | Oriola                                 | Santa Església Catedral del Salvador                         |                   |
| País Valencià · | Sogorb                                 | Catedral de Santa Maria de l'Assumpció                       | 1985              |
| País Valencià · | València                               | Catedral Basílica Metropolitana de Santa Maria               | 1886              |
| País Valencià · | València                               | Basílica de la Mare de Déu dels Desemparats                  | 1948              |
| País Valencià · | València                               | Basílica de Sant Vicent Ferrer                               | 1951              |
| País Valencià · | Vila-real                              | Basílica de Sant Pasqual                                     | 1996              |
| País Valencià · | Xàtiva                                 | Col·legiata de Santa Maria la Major                          | 1973              |
| País Valencià · | Benissa                                | Basílica Menor de la Puríssima Concepció i Sant Pere Apòstol | 2022              |

## Galeria d'imatges
El 2008 hi havien 1.584 basíliques menors al món (de les 1.476 que hi havien el 2006), la majoria de les quals es troben a Europa (537 a Itàlia, incloent-hi les basíliques papals i pontificals), 168 a França, 119 a Polònia, 105 a Espanya, 73 a Alemanya, 30 a Àustria, 27 a Bèlgica, 15 a Hongria, 15 a Txèquia, 12 a Suïssa, 22 als Països Baixos, 9 a Eslovàquia, 8 a Malta, 7 a Croàcia, 6 a Eslovènia i Portugal, 5 a Lituània, etc.), diverses a les Amèriques (69 als Estats Units, 55 al Brasil, 45 a l'Argentina, 28 a Mèxic, 26 a Colòmbia, 21 al Canadà, 15 a Veneçuela, 12 al Perú, 9 a Xile, 8 a Bolívia, 5 a l'Uruguai, 4 al Salvador, etc.), Àsia (9 a Terra Santa), 18 a l'Àfrica (4 a Ghana) i Oceania (5 a Austràlia).

### Europa

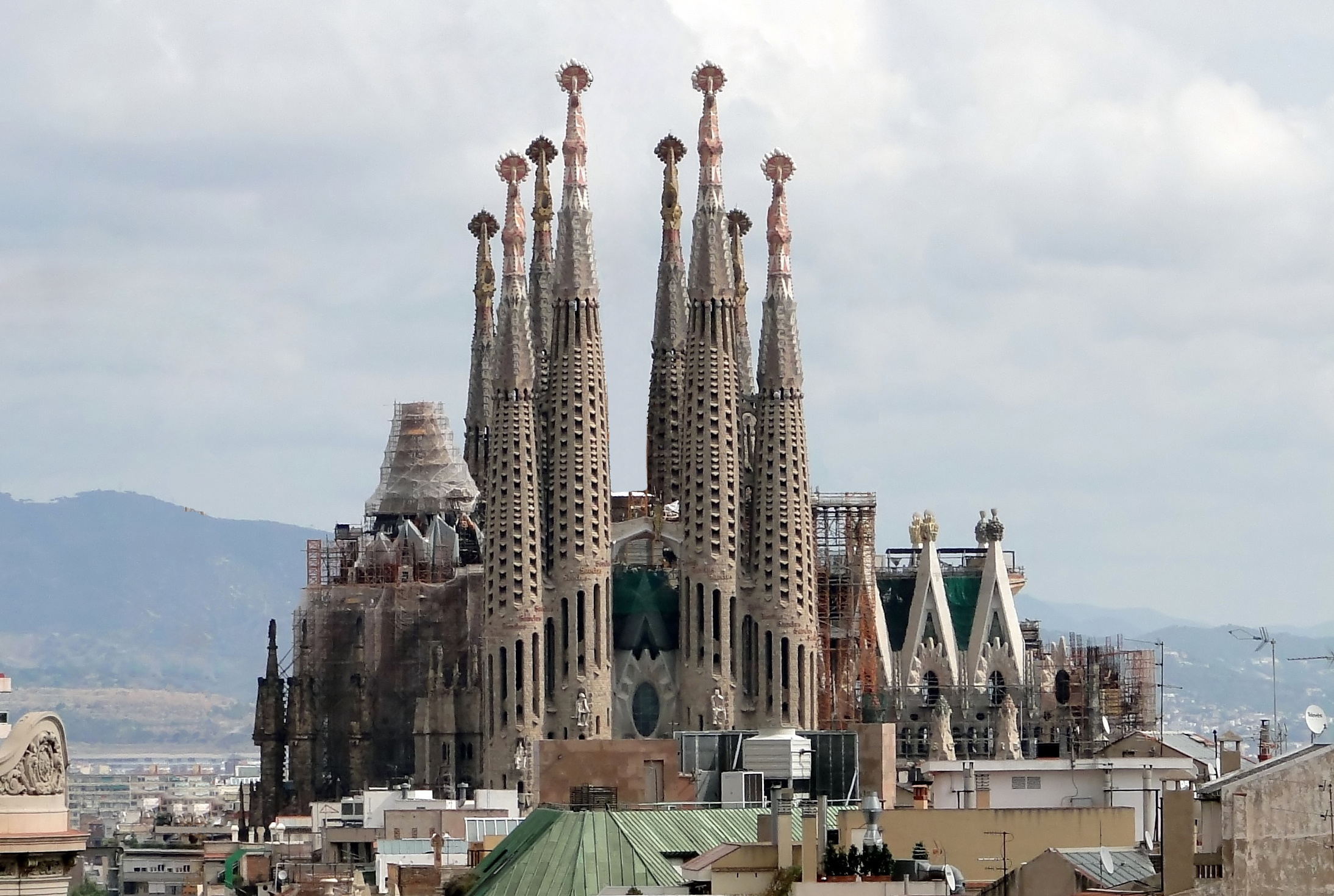
Barcelona: la Sagrada Família, consagrada i proclamada basílica menor pel Papa Benet XVI el 2010
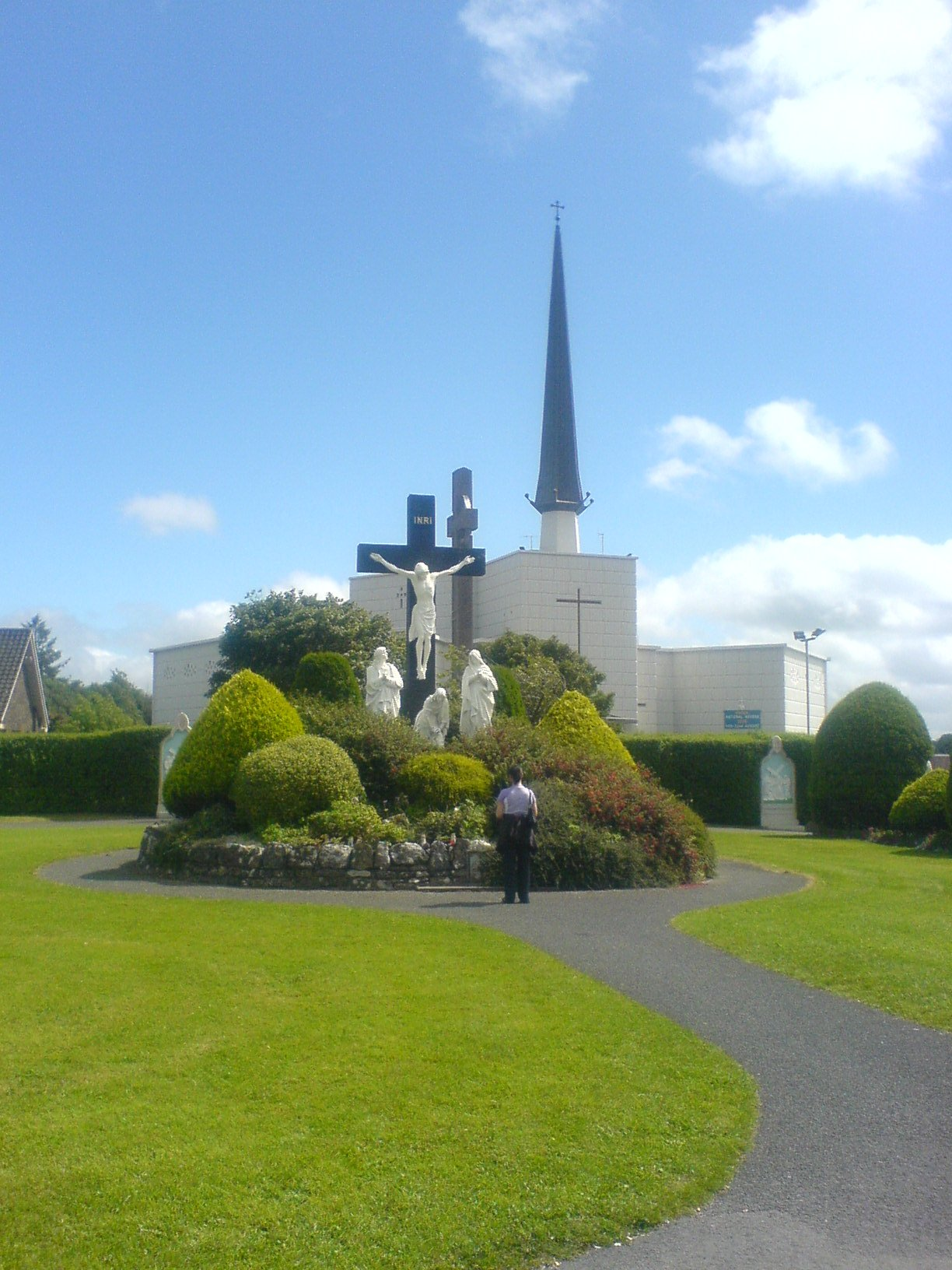
Basílica Santuari de Nostra Senyora de Knock, Reina d'Irlanda, Knock, Comtat de Mayo (Irlanda)
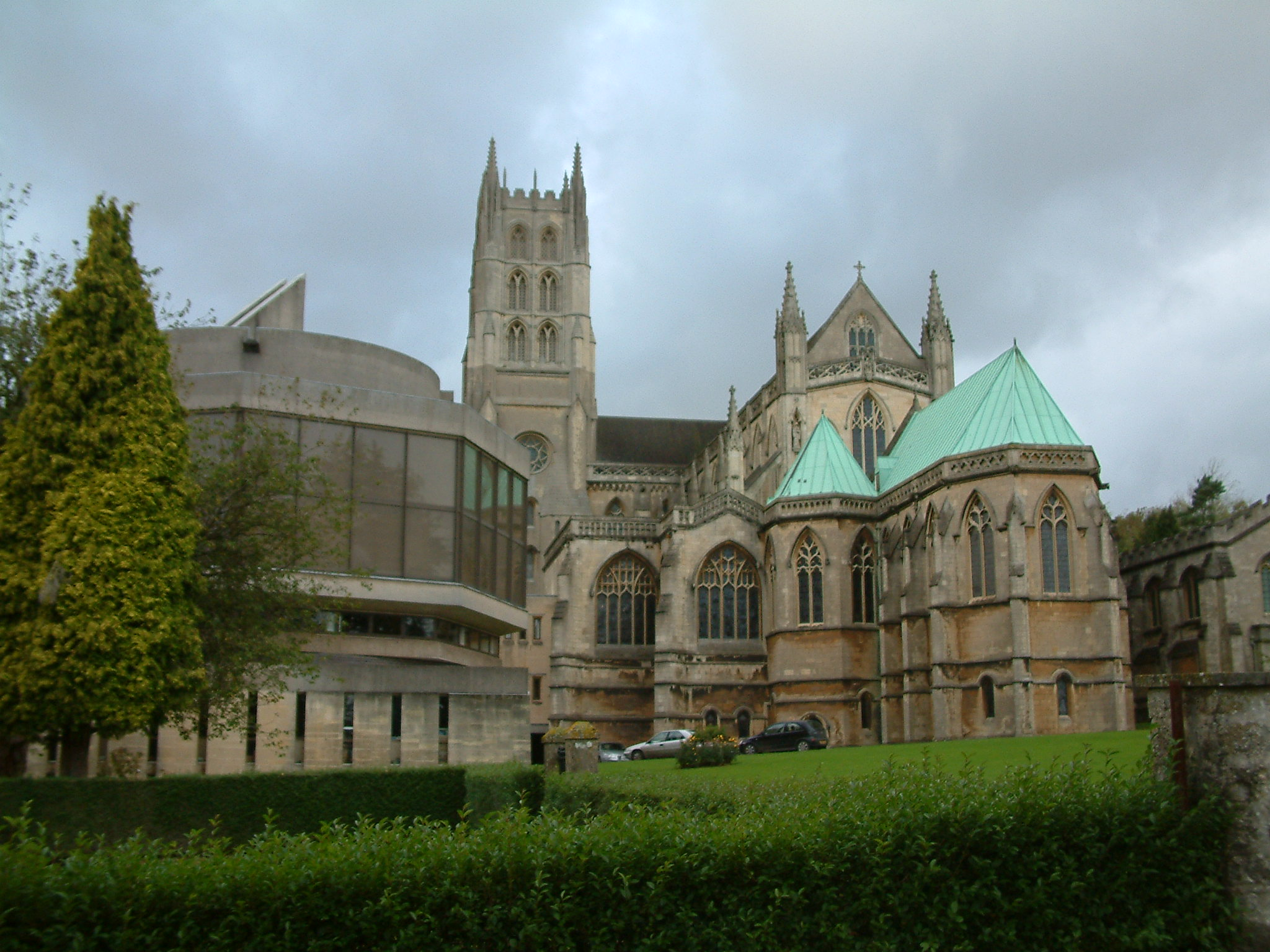
Basílica de Sant Gregori el Gran, Stratton-on-the-Fosse, Anglaterra
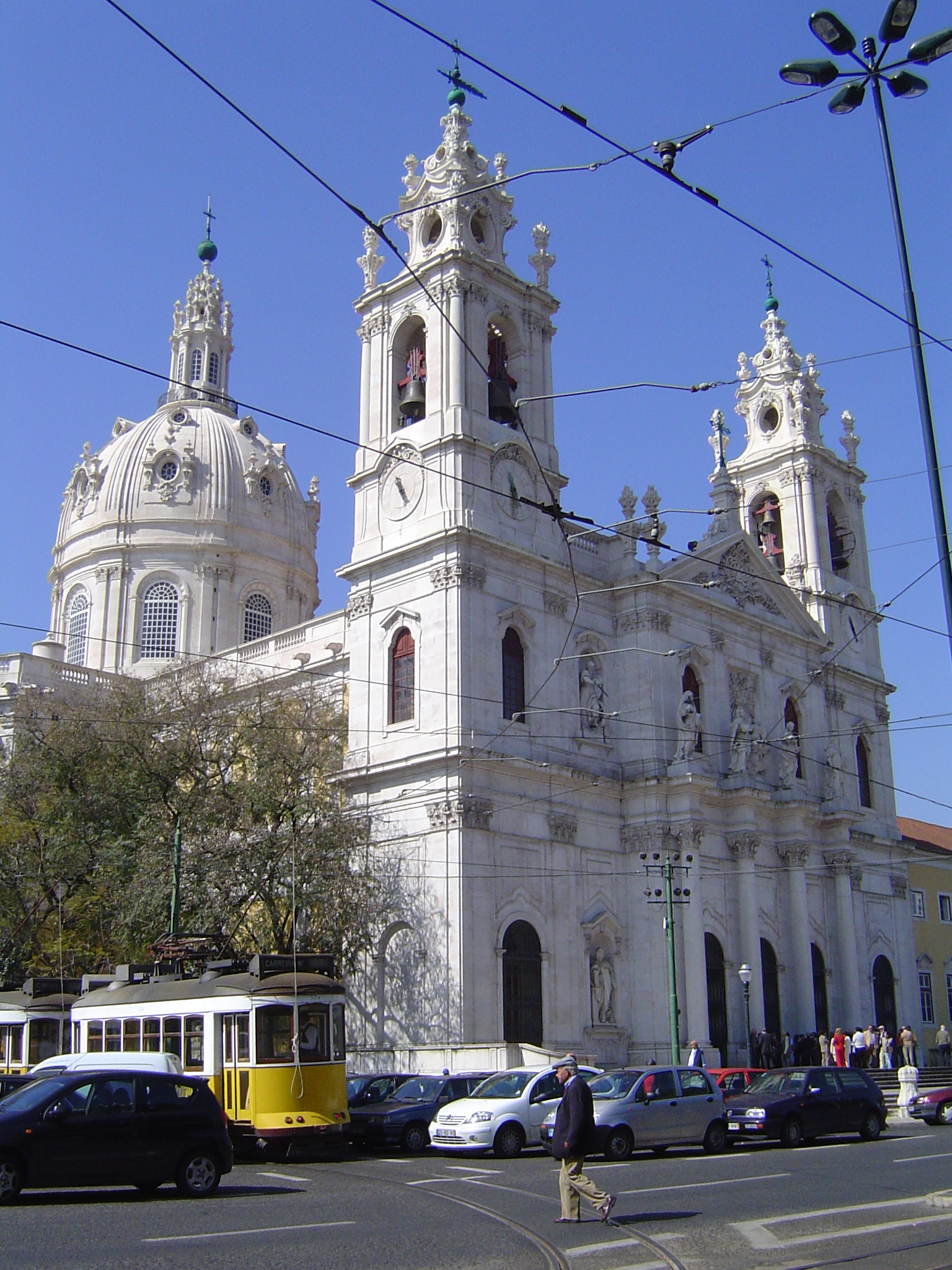
Europa Occidental: Basílica Estrela, Lisboa, Portugal
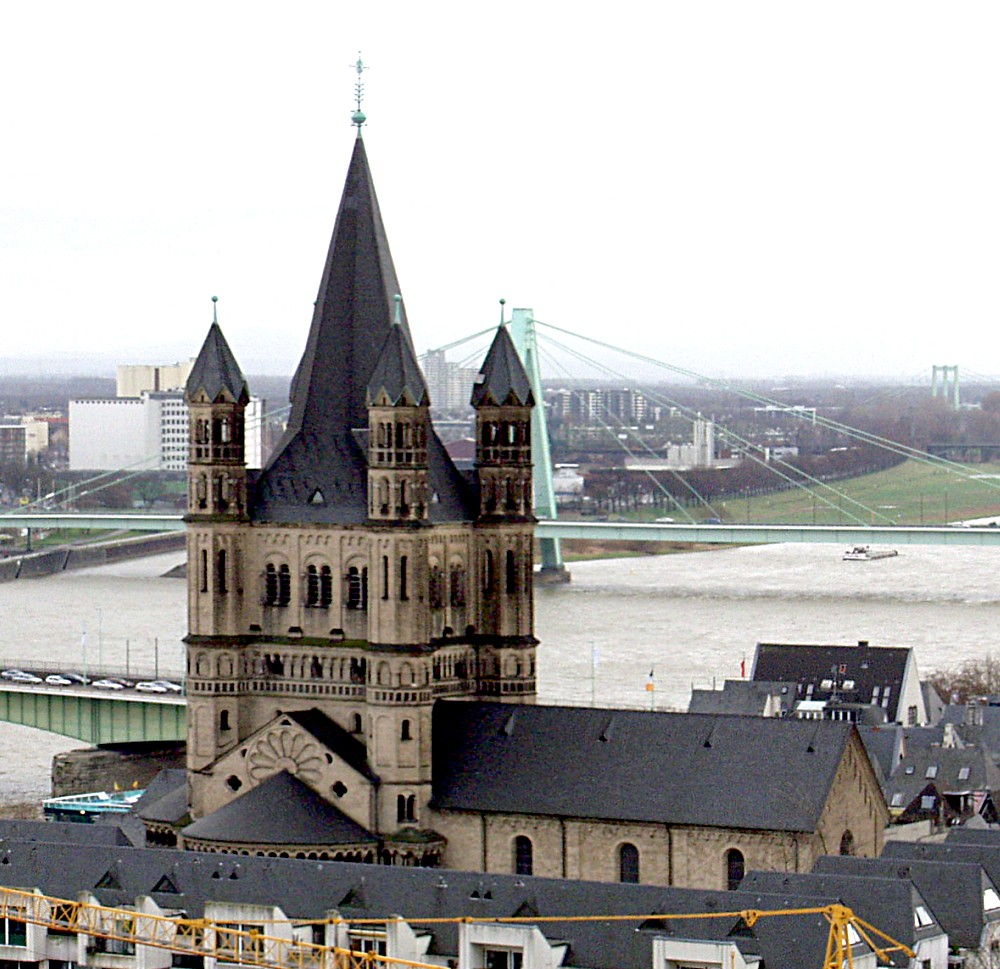
Europa central: Església de Sant Martí de Colònia, Alemanya
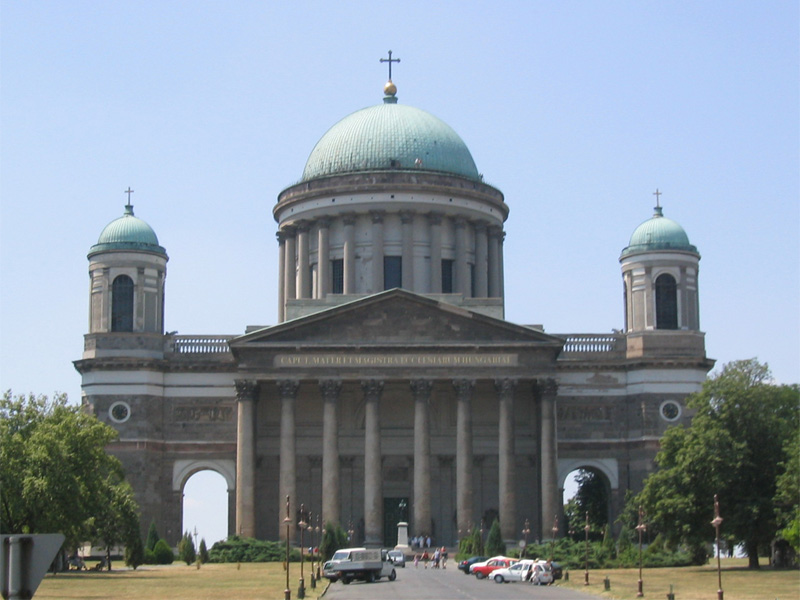
Europa central: Basílica de Sant Adalbert, Esztergom, Hongria
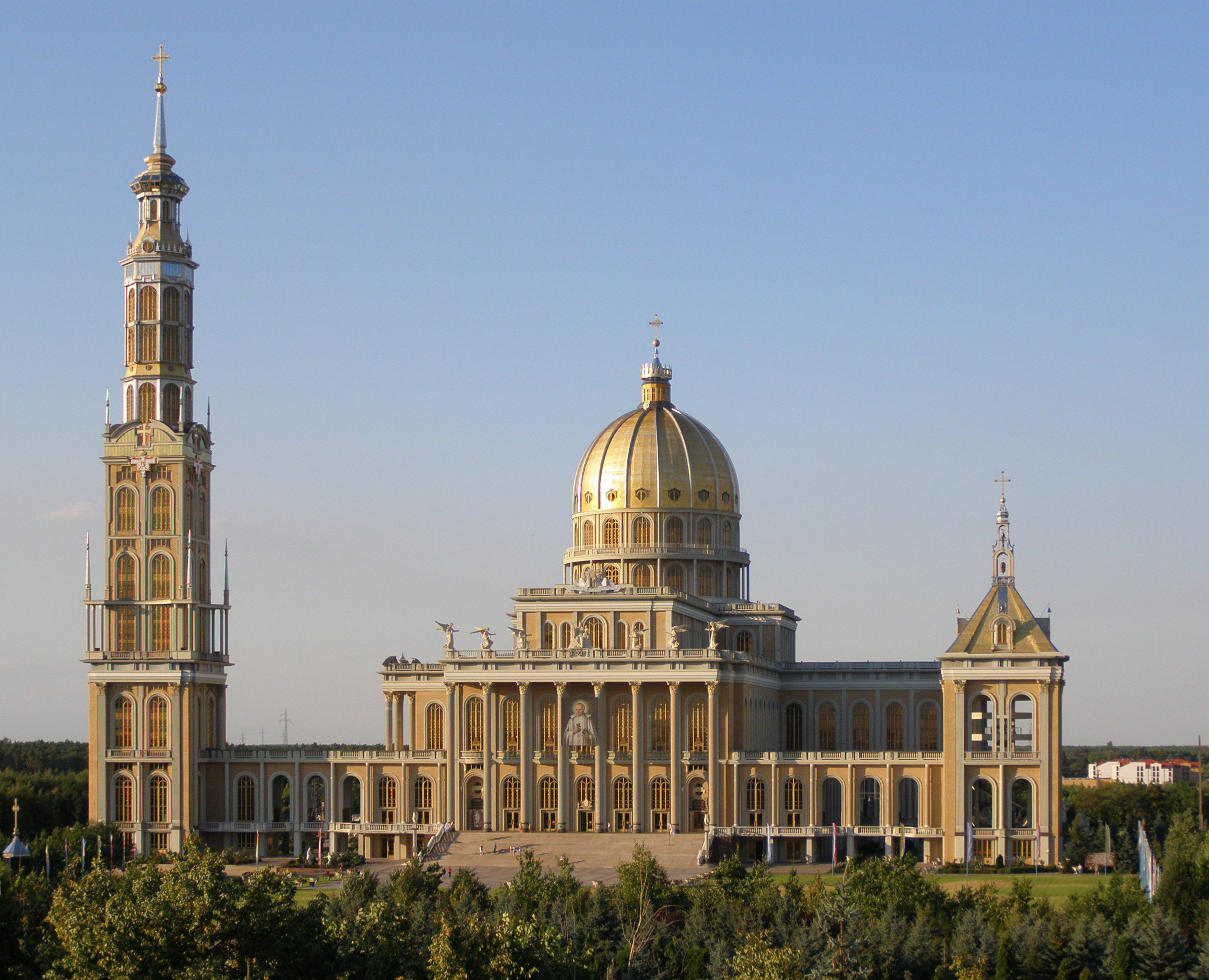
Europa central: Basílica de Nostra Senyora de Licheń, Licheń Stary, Polònia
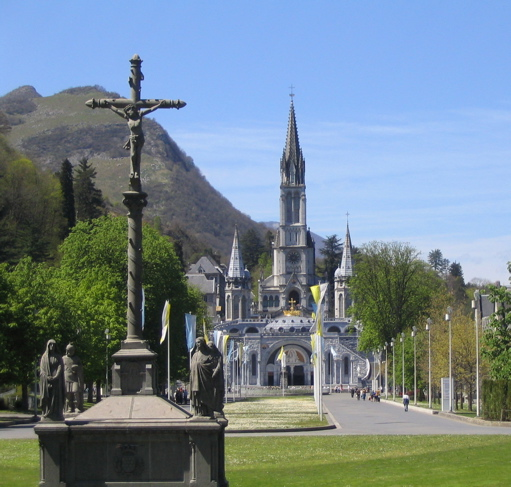
Lorda: Santuari de Lorda, França

### Àfrica i Orient Mitjà

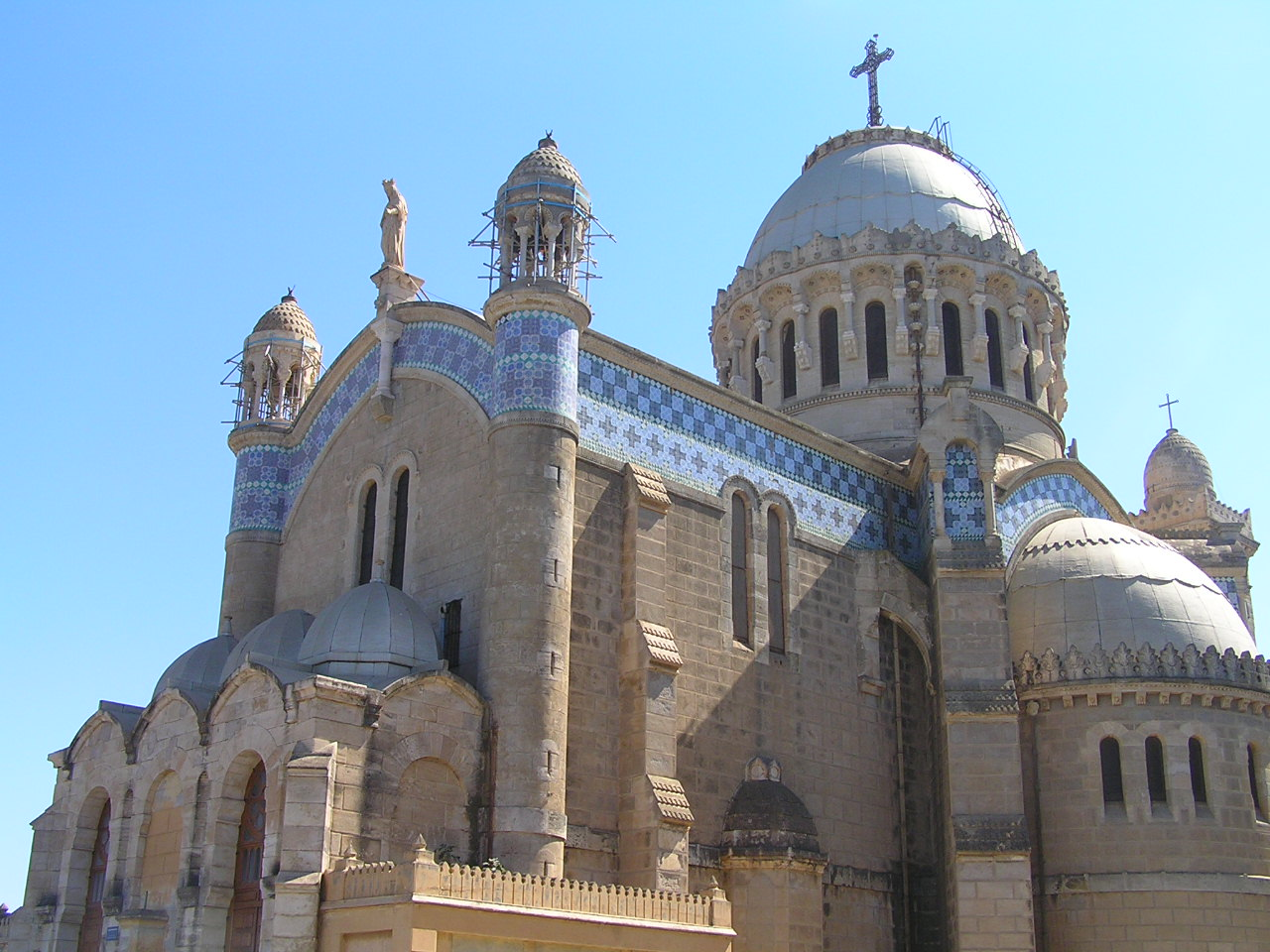
Nord d'Àfrica: Basílica de Nostra Senyora d'Àfrica, Alger, Algèria
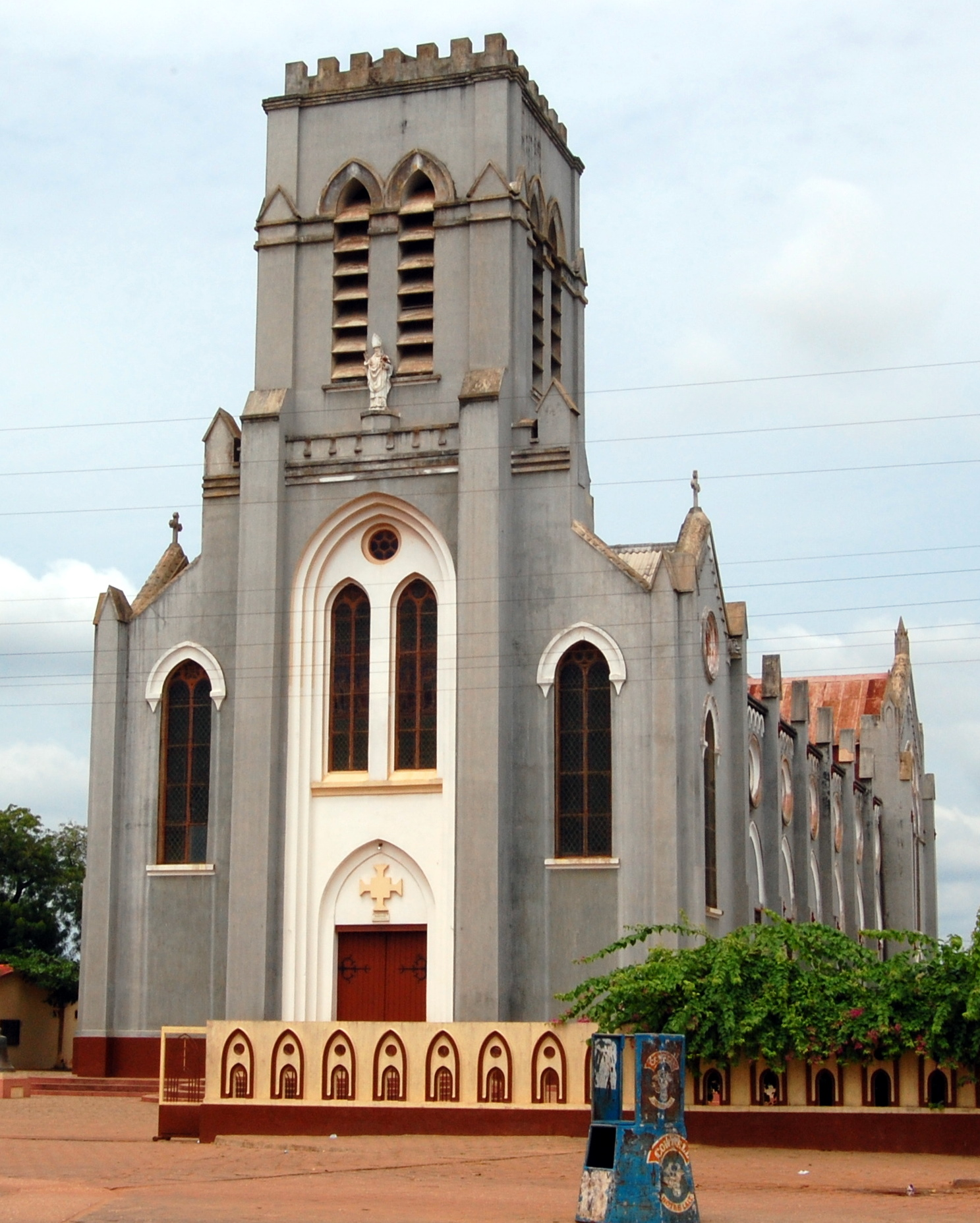
Àfrica Occidental: Basílica de la Immaculada Concepció, Ouidah, Benin
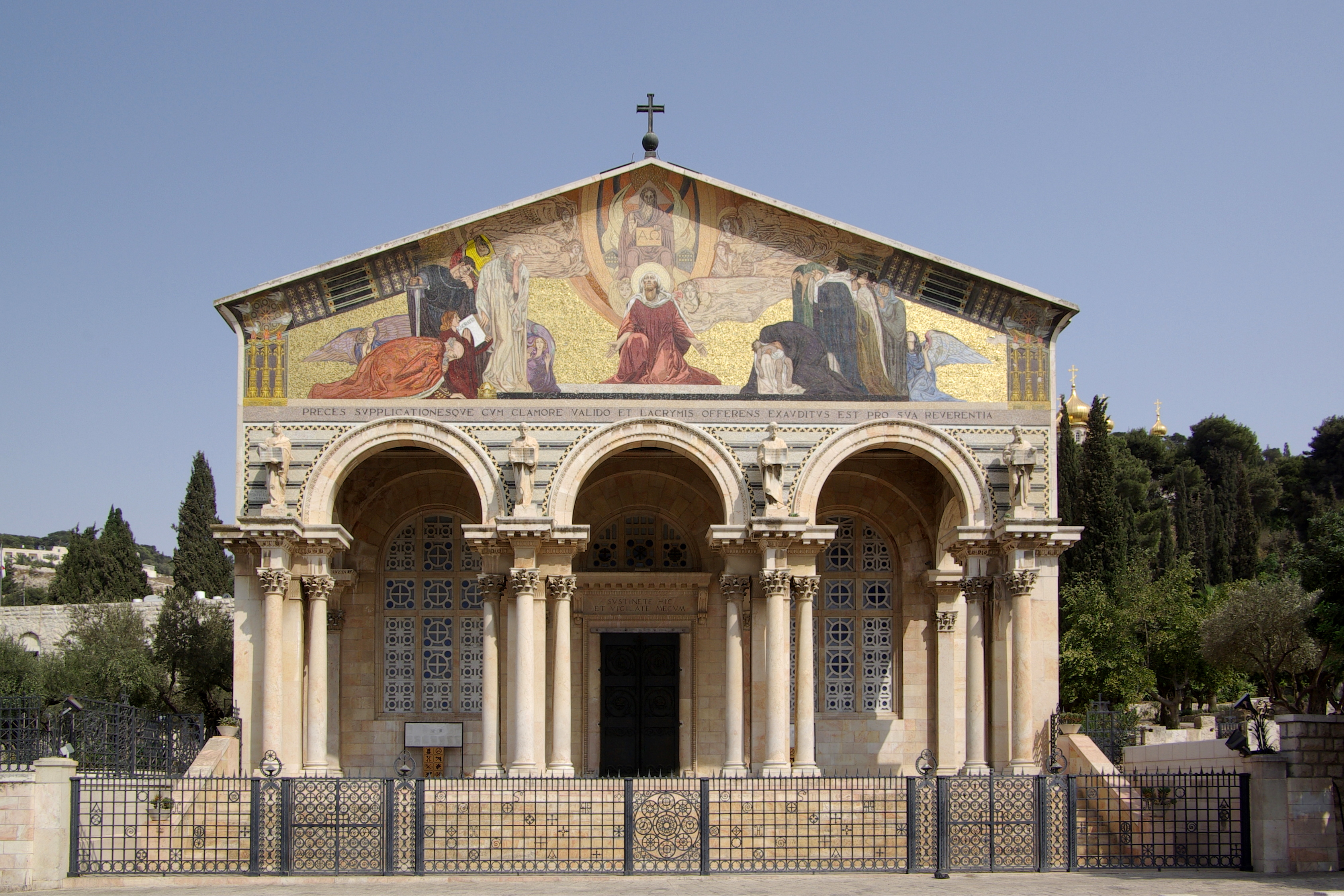
Orient Mitjà: Basílica de l'Agonia, Jerusalem, Israel

### Àsia i Oceania

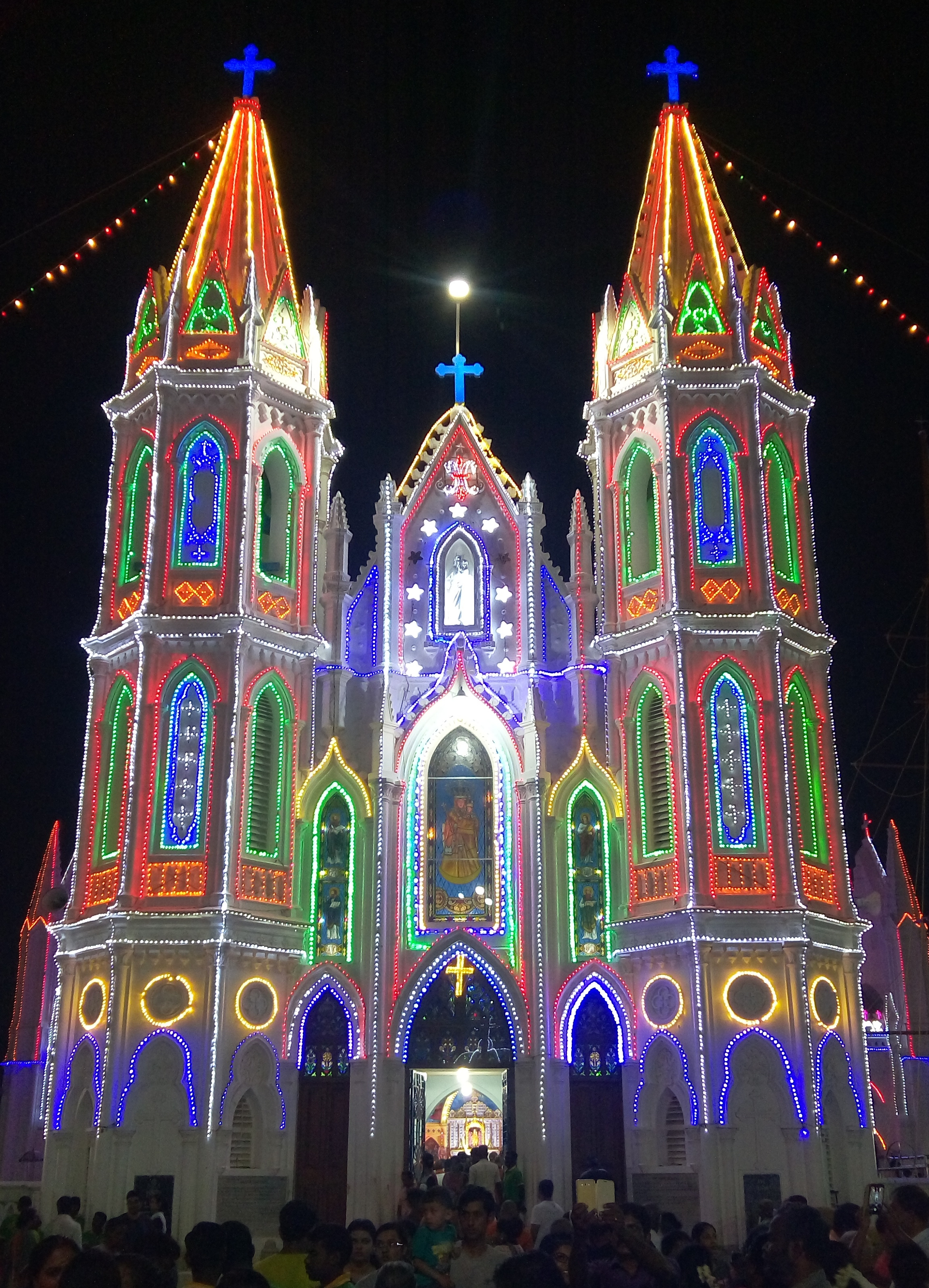
Basílica de Nostra Senyora de la Bona Salut, Velankanni, Tamil Nadu, Índia
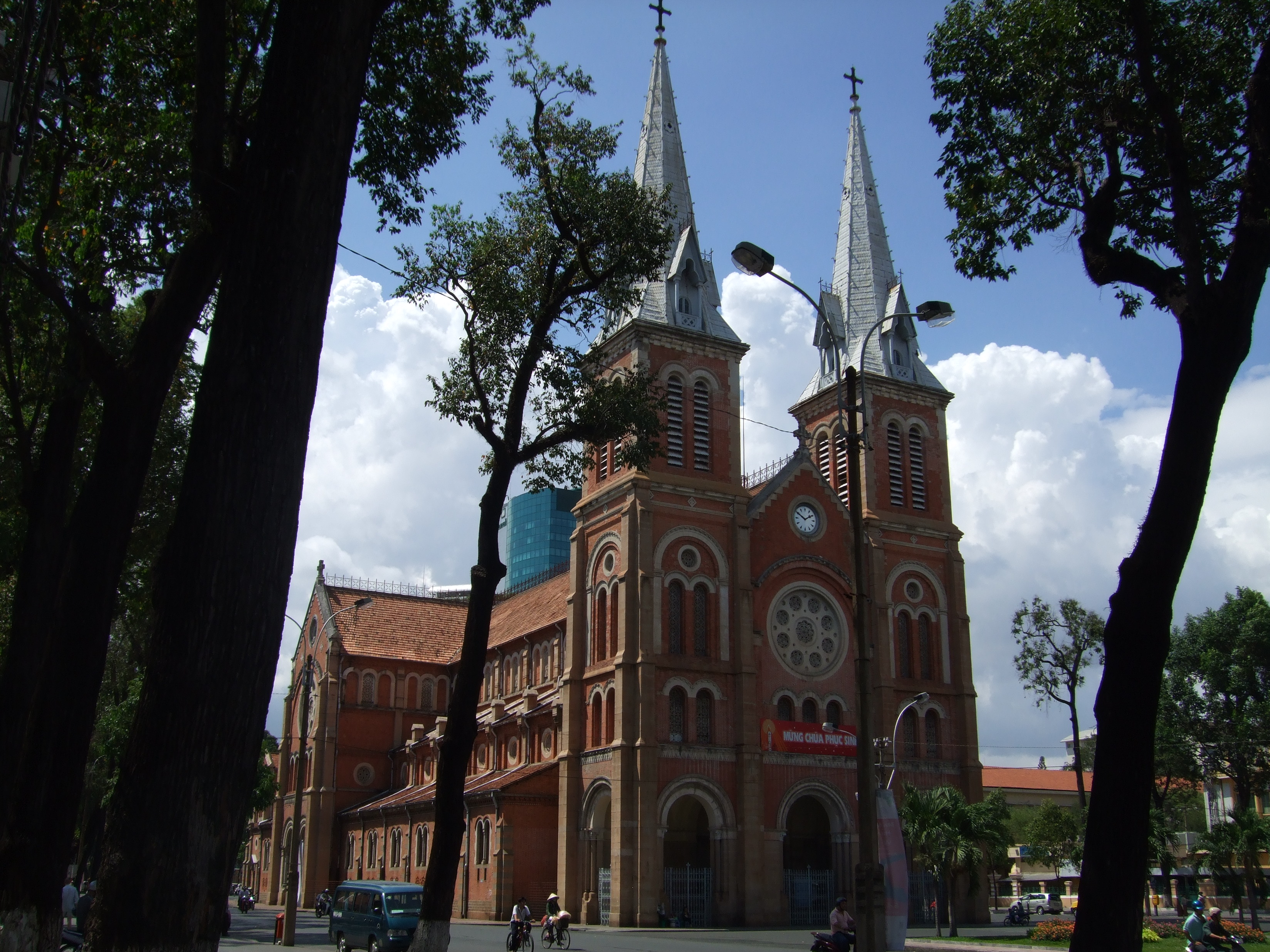
Sud-est asiàtic: Basílica de Nostra Senyora, Ho Chi Minh City, Vietnam
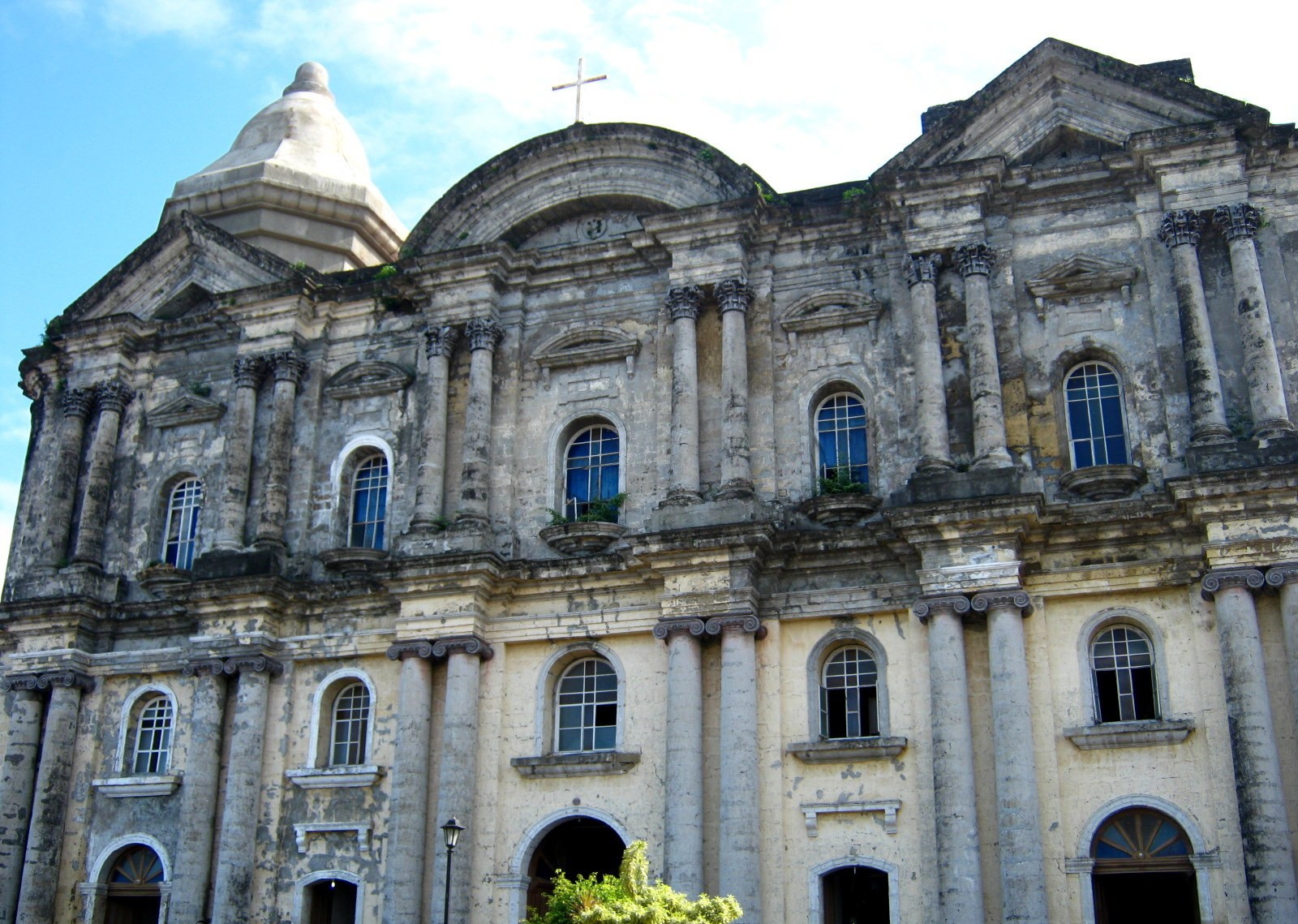
Sud-est asiàtic: Basilica de San Martin de Tours, (Taal, Batangas, Filipines
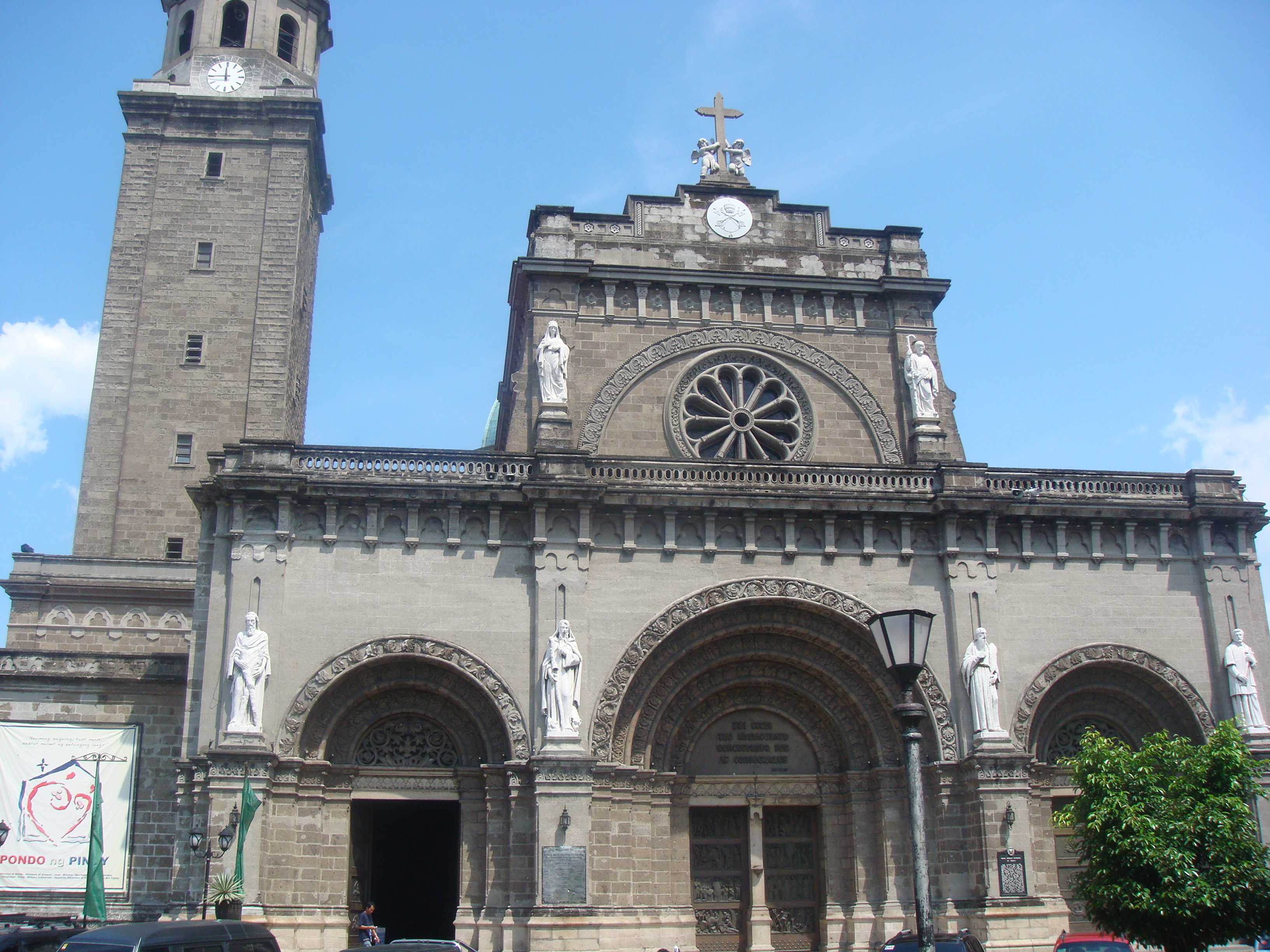
Sud-est asiàtic: Catedral de Manila, Intramuros, Manila, Filipines
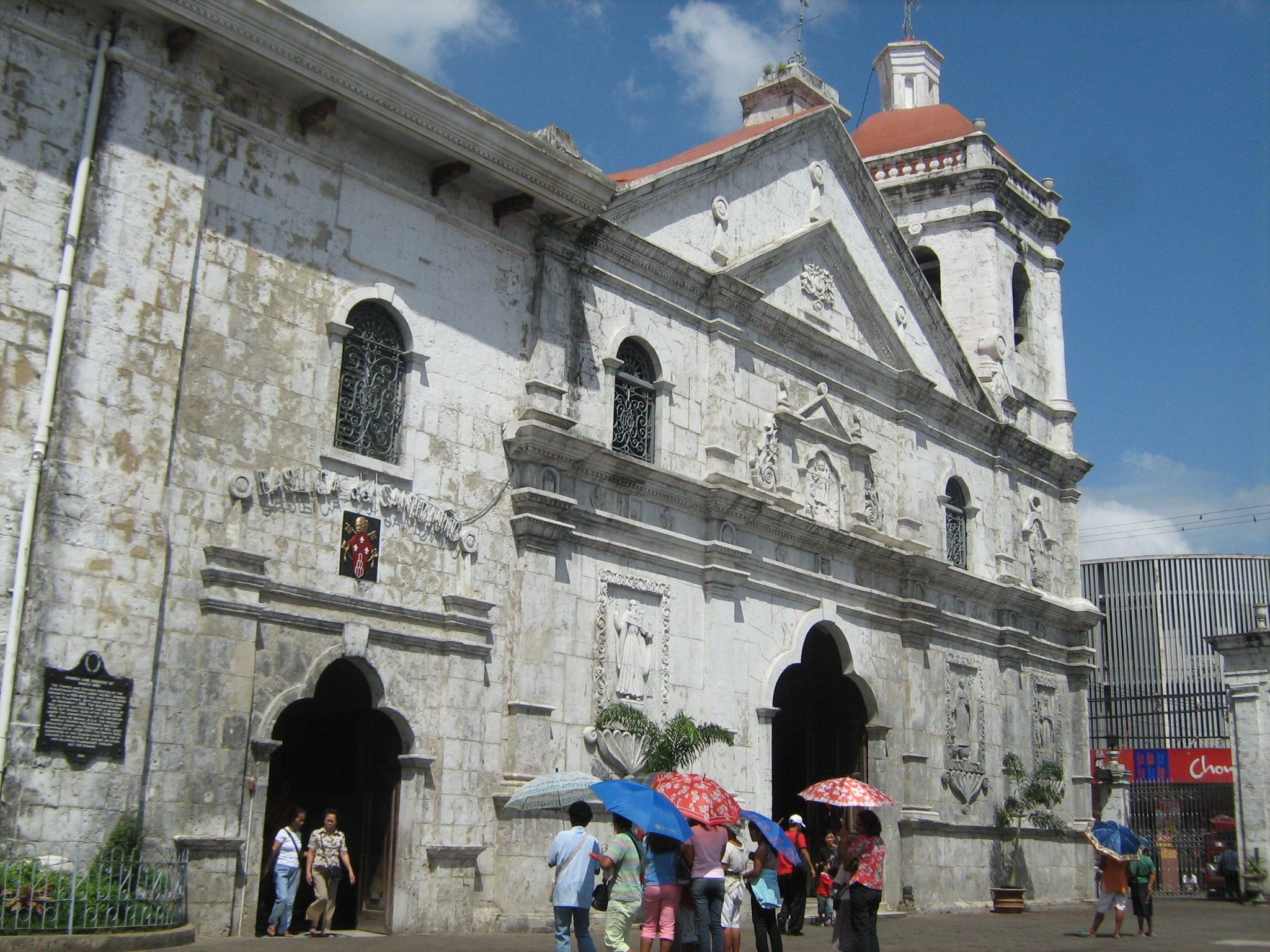
Sud-est asiàtic: Basilica del Santo Niño, Cebu, Filipines
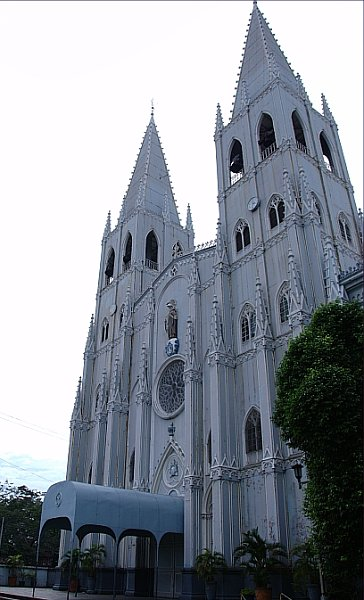
Sud-est asiàtic: Basilica of San Sebastian, Manila, Filipines
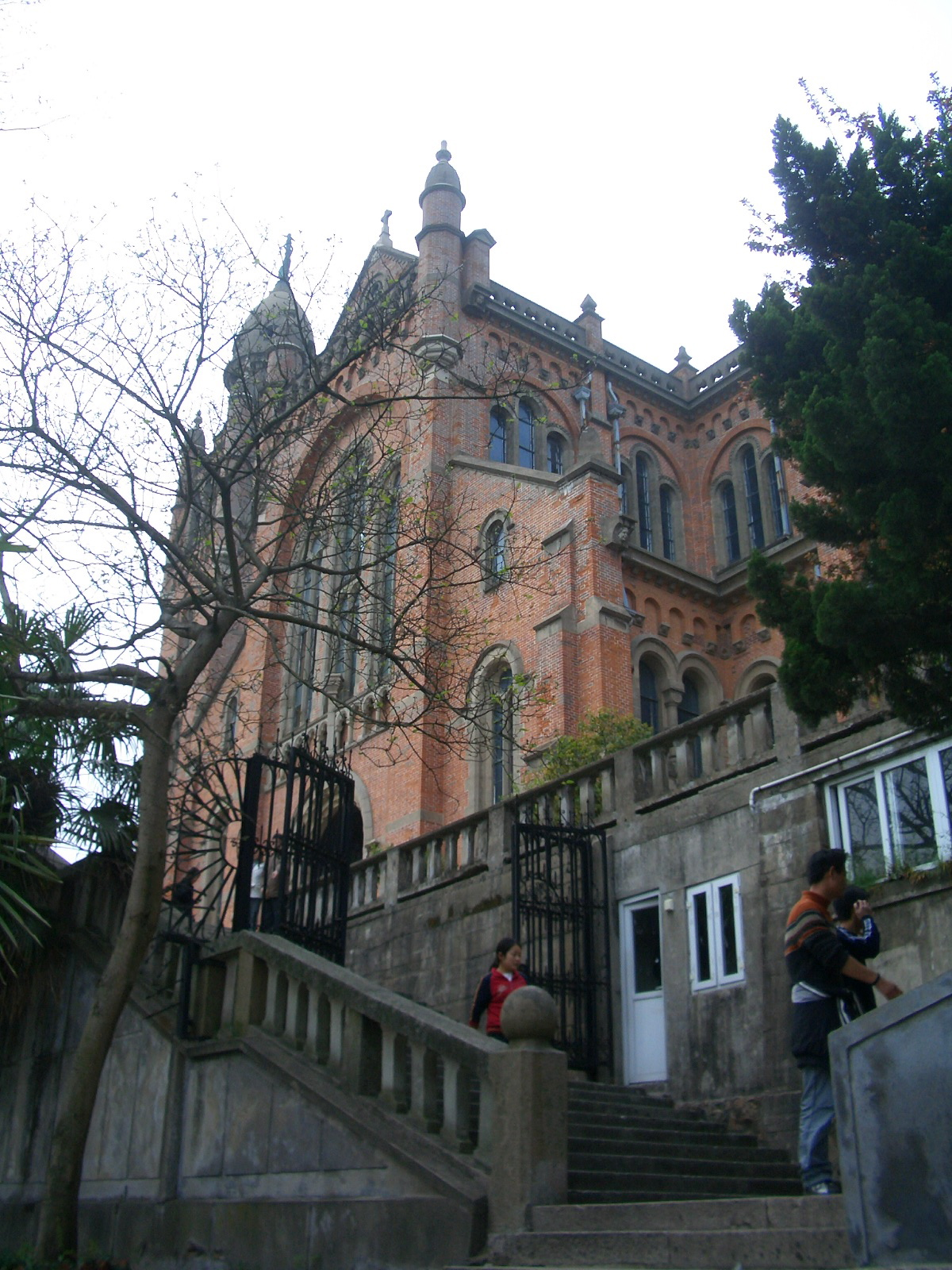
Àsia oriental: Basílica de Nostra Senyora de Sheshan, Shanghai, Xina.
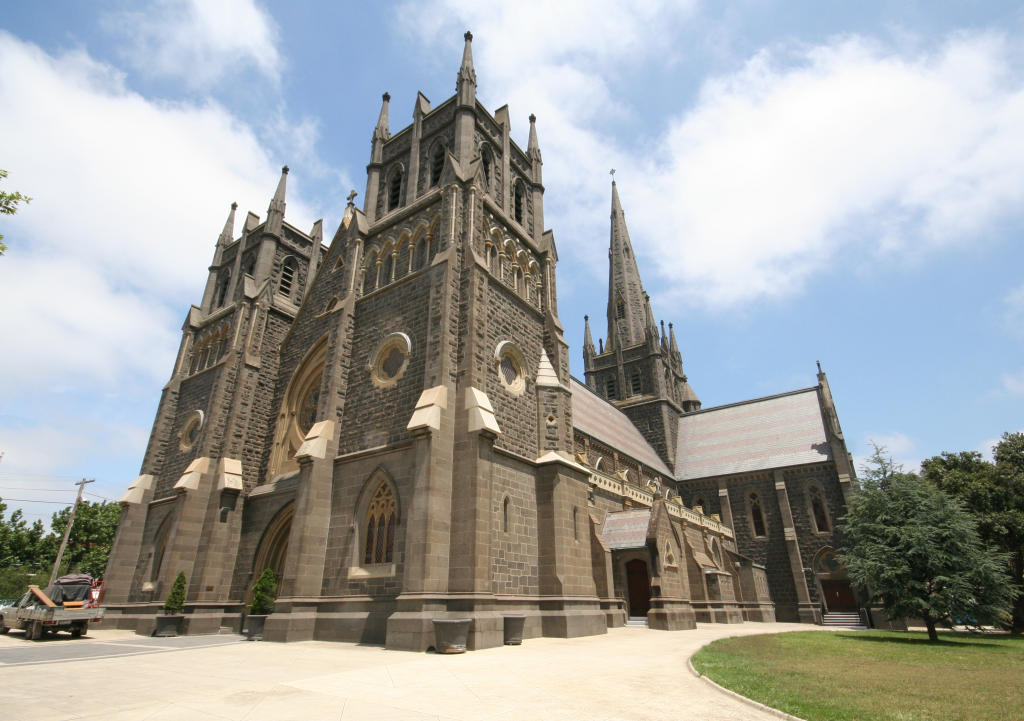
Austràlia: basilica de Santa Maria dels Àngels, Geelong
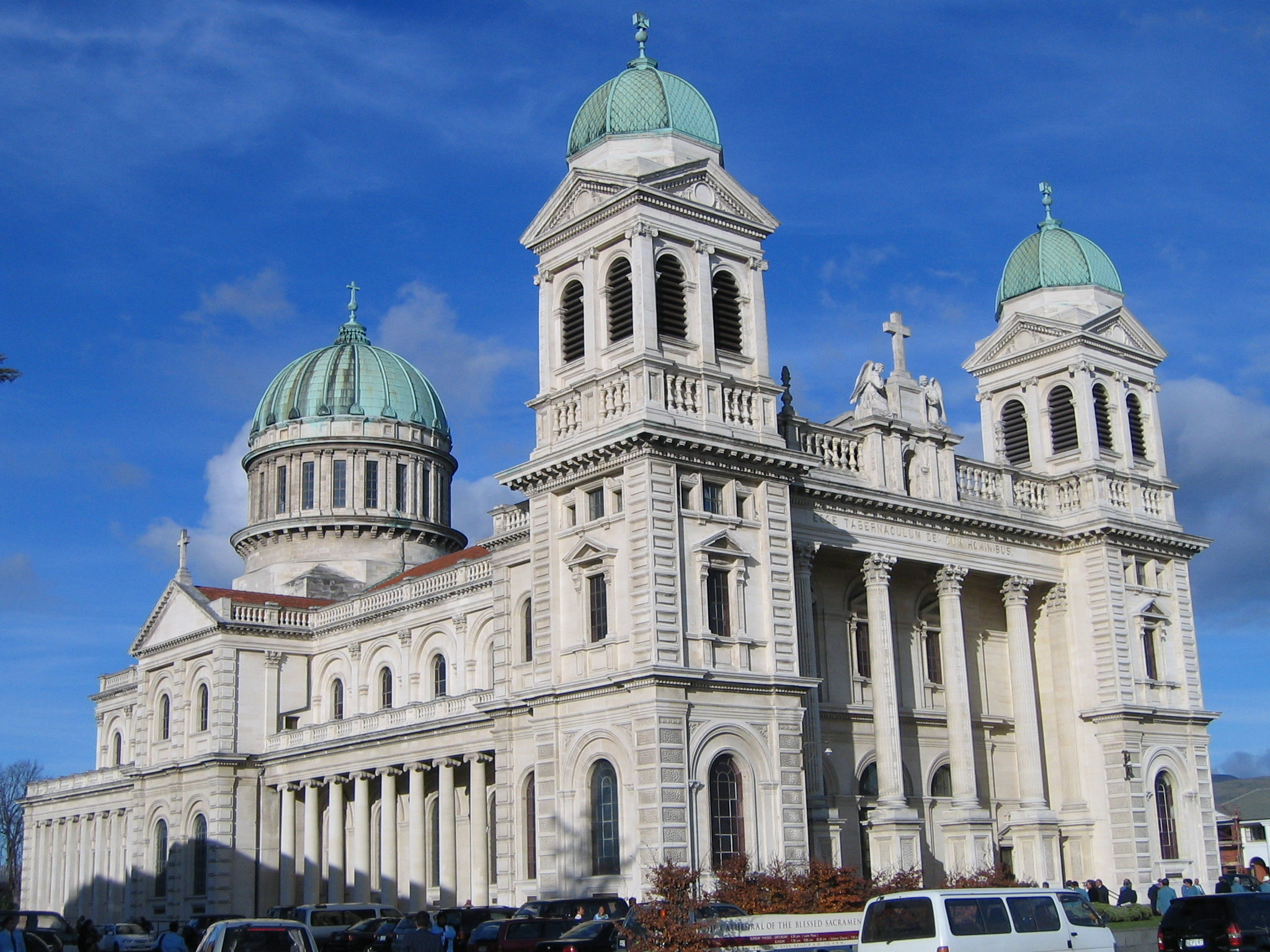
Oceania: basilica de Christchurch, Christchurch, Nova Zelanda
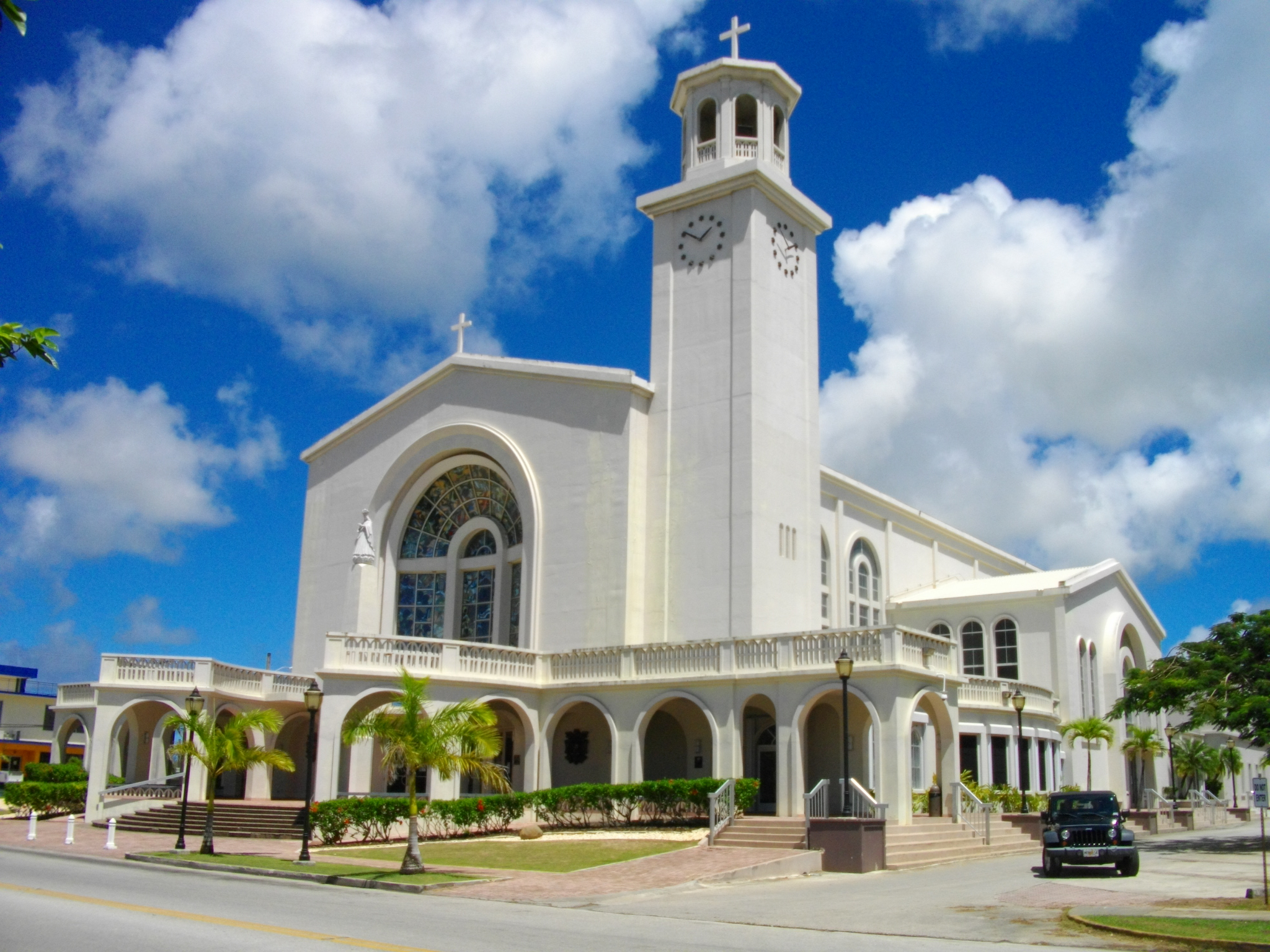
Oceania: Catedral Basílica del Dolç Nom de Maria, Guam

### Amèrica

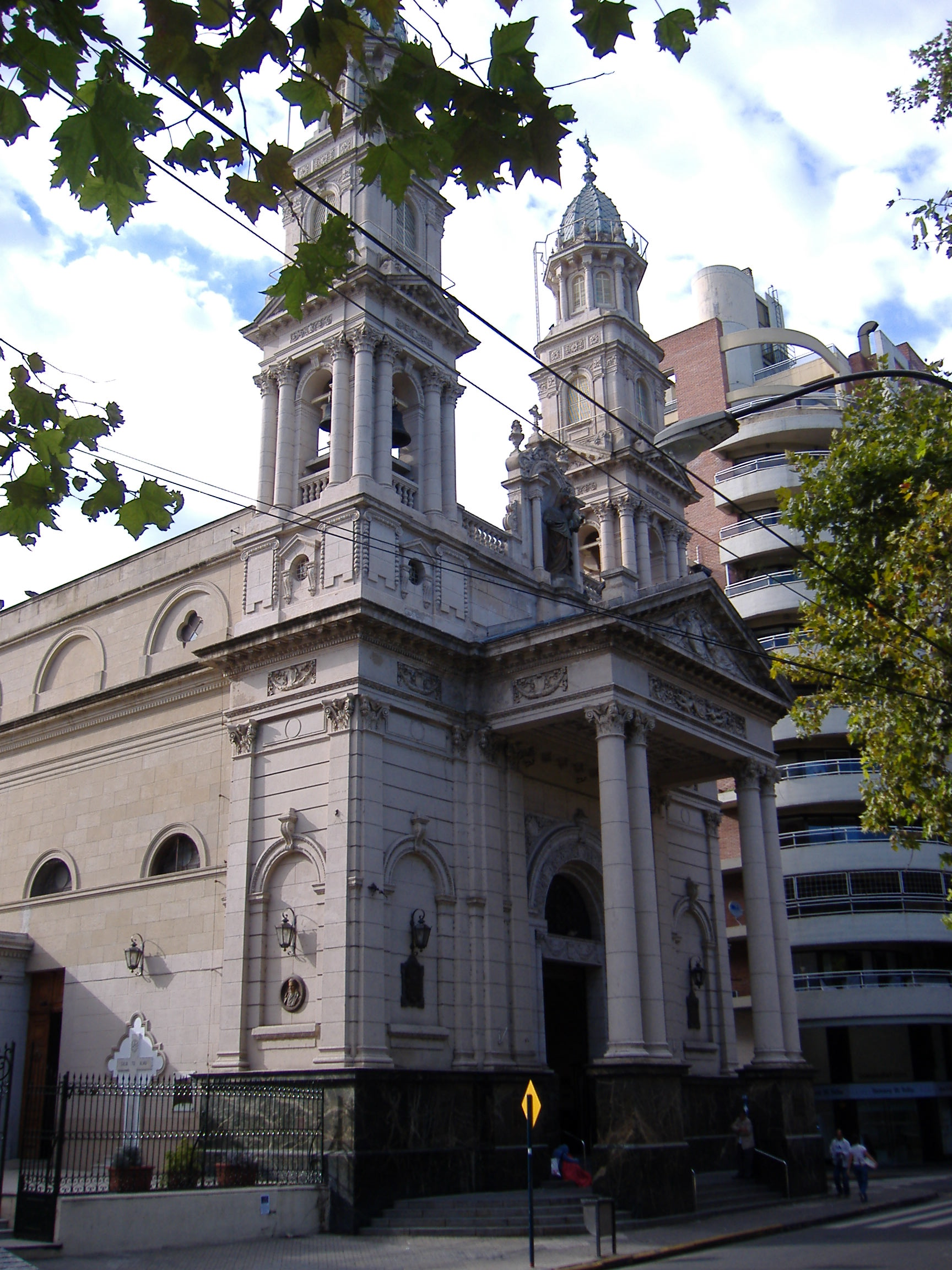
Sud Amèrica: Catedral Basílica de Nostra Senyora del Rosari, Rosario, Argentina
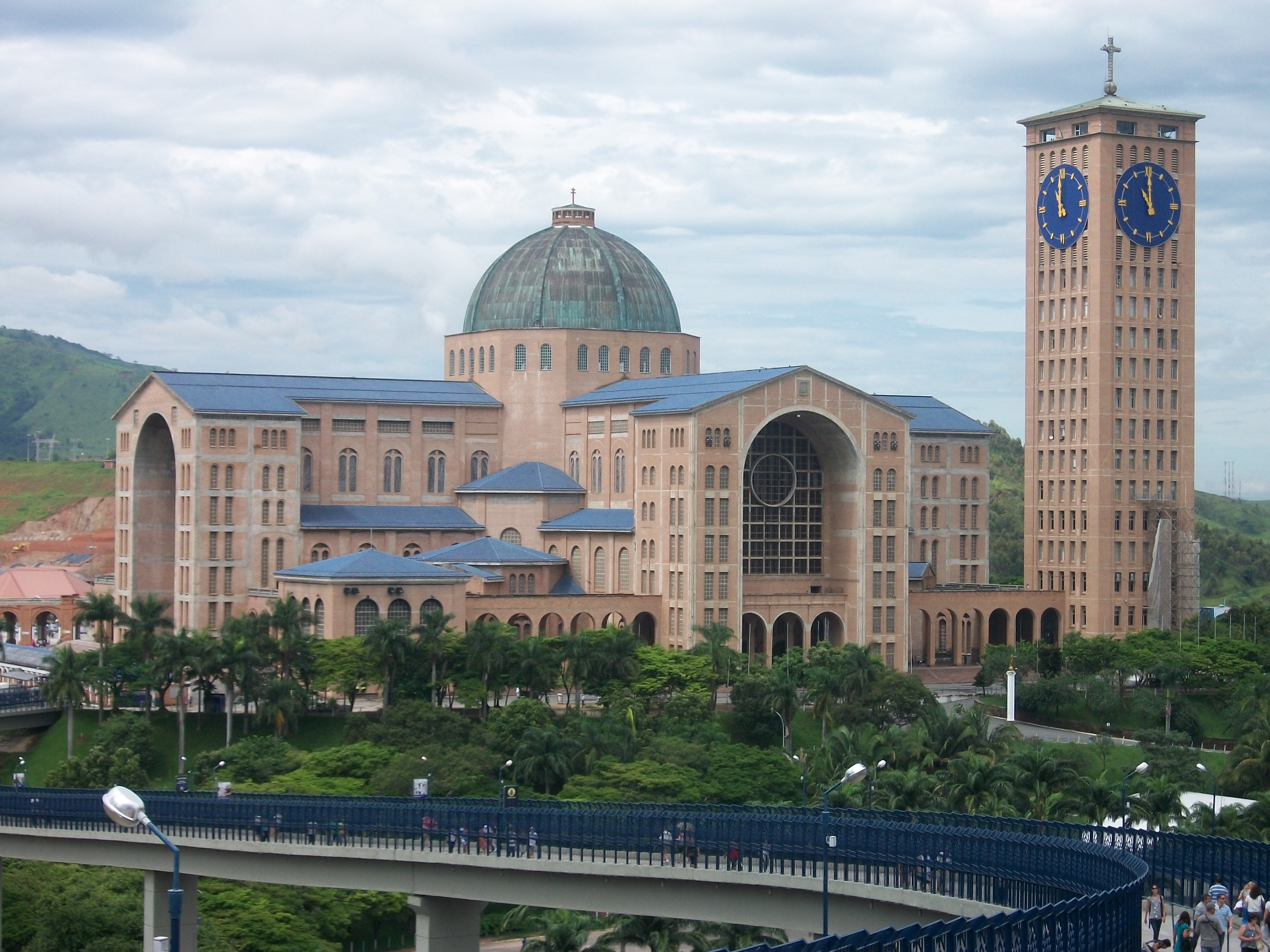
Sud Amèrica: Catedral Basílica de Nossa Senhora Aparecida, Aparecida, Brasil
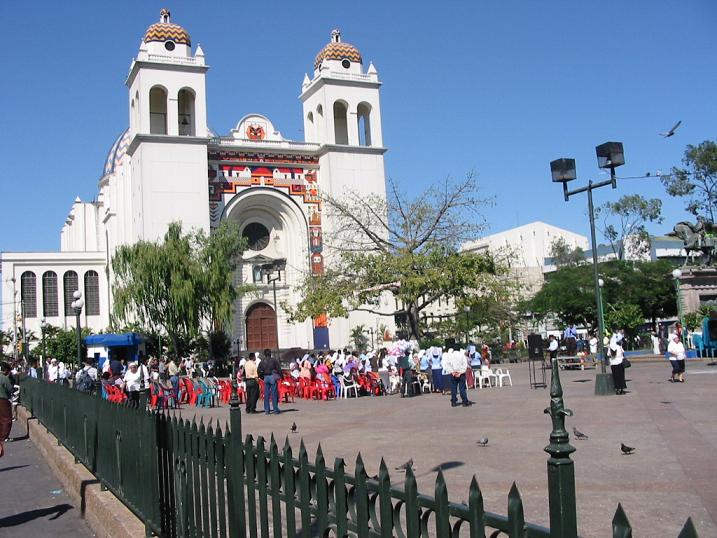
Amèrica Central: Catedral de San Salvador, San Salvador, El Salvador
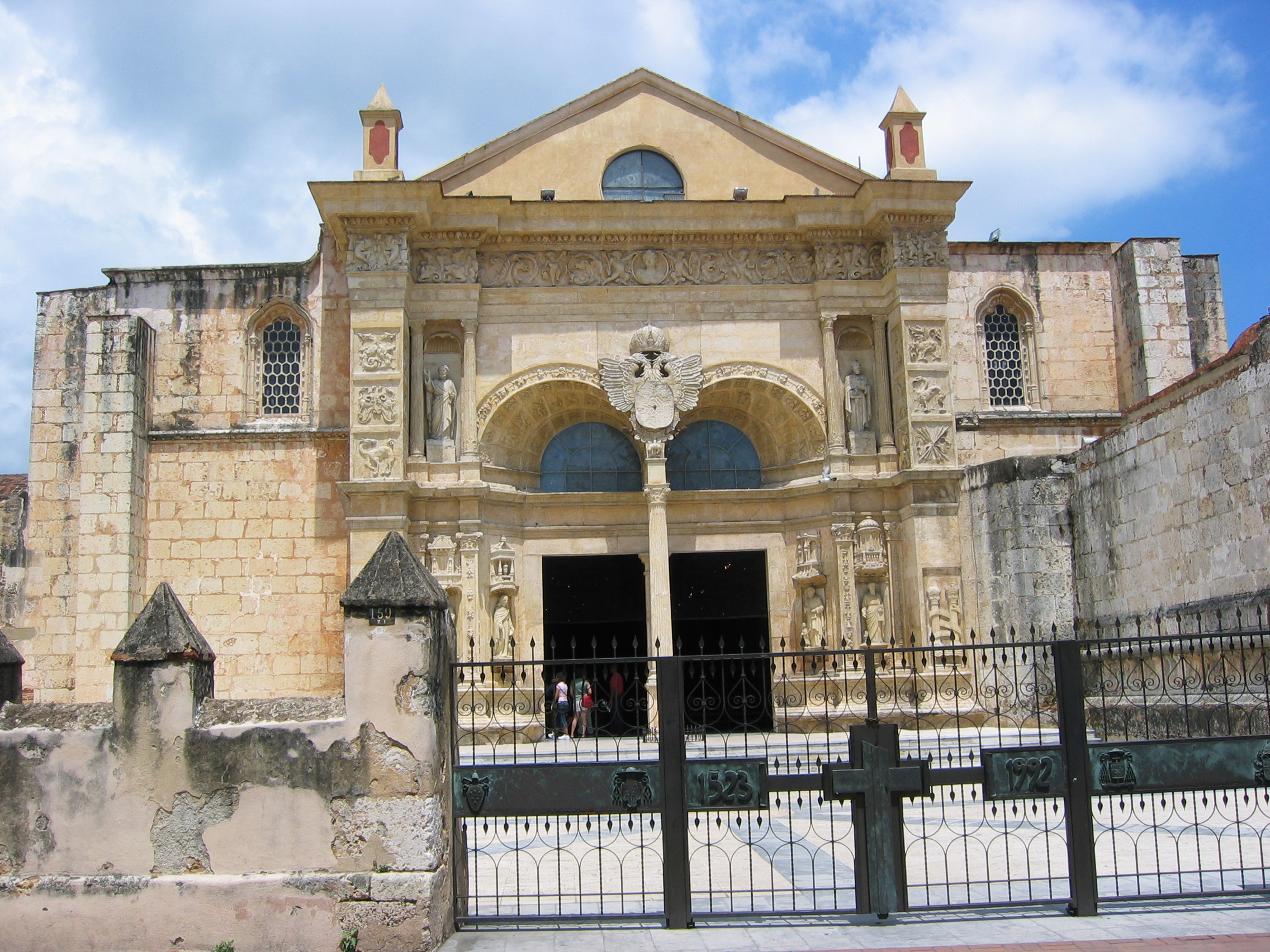
Carib: Catedral de Santa María la Menor, Santo Domingo, República Dominicana
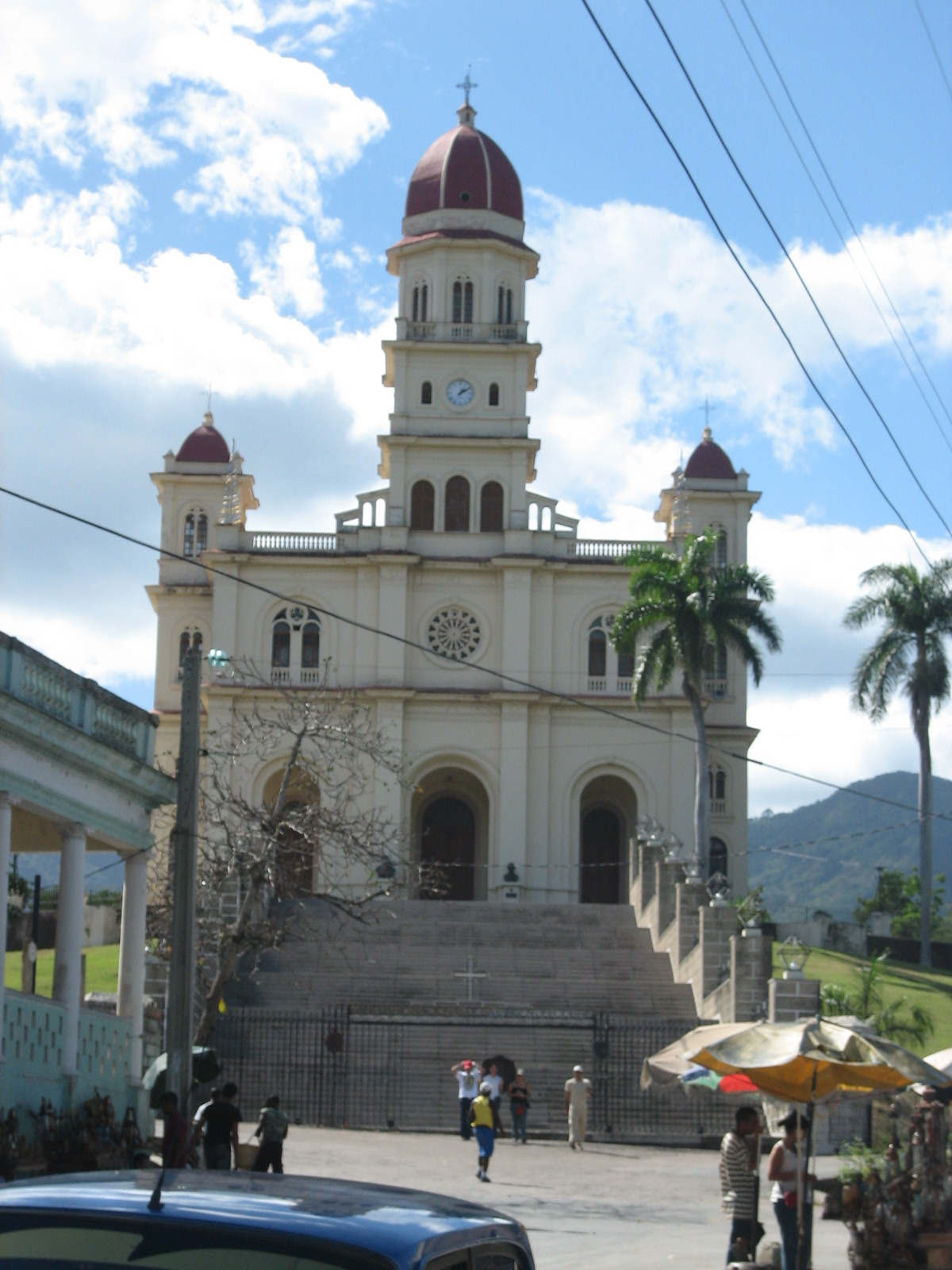
Carib: Basílica Santuari Nacional de la Mare de Déu de la Caritat del Cobre, Santiago de Cuba, Cuba
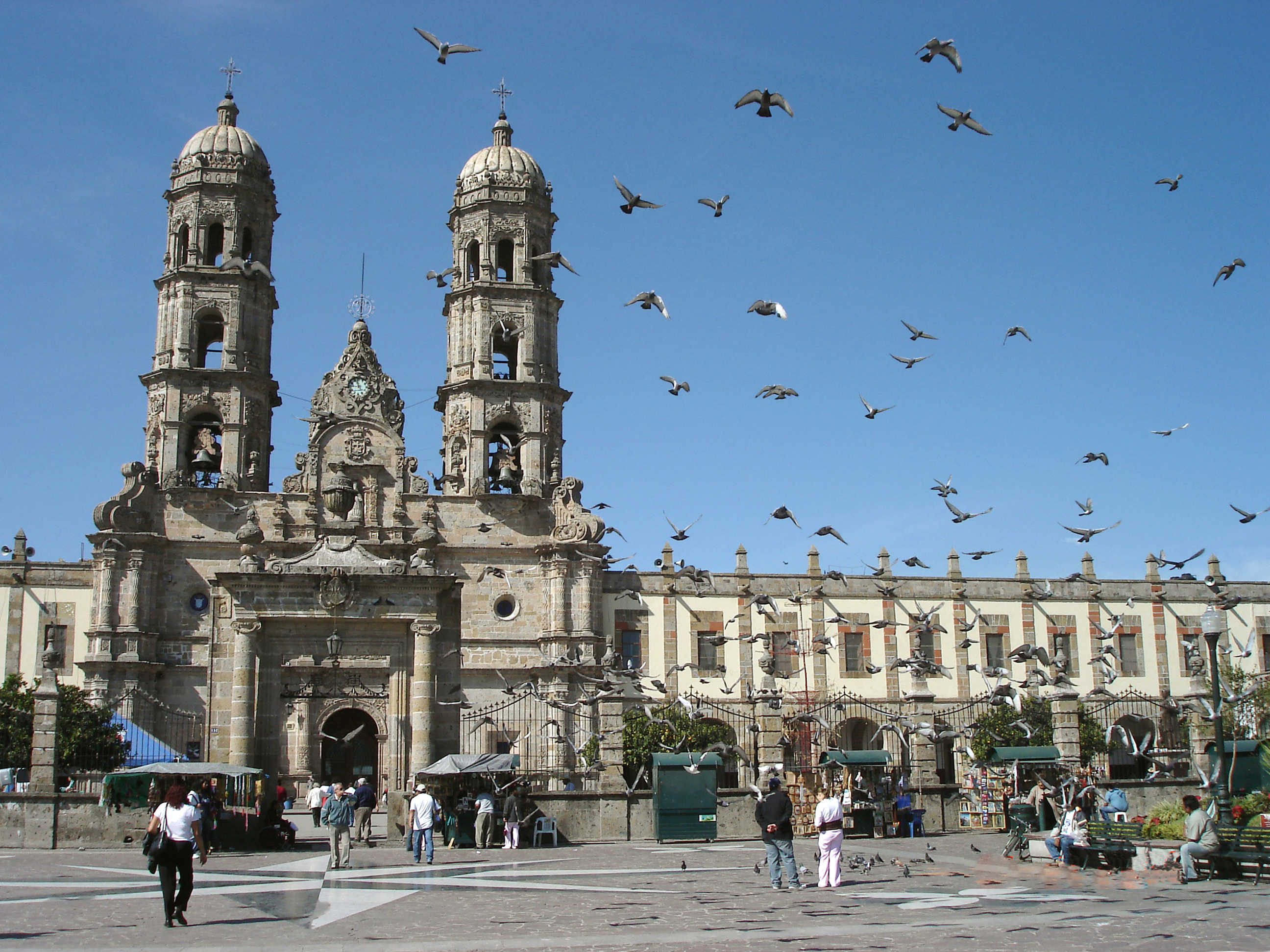
Nord-amèrica: Basílica de Nostra Senyora de Zapopan, Zapopan, Mèxic
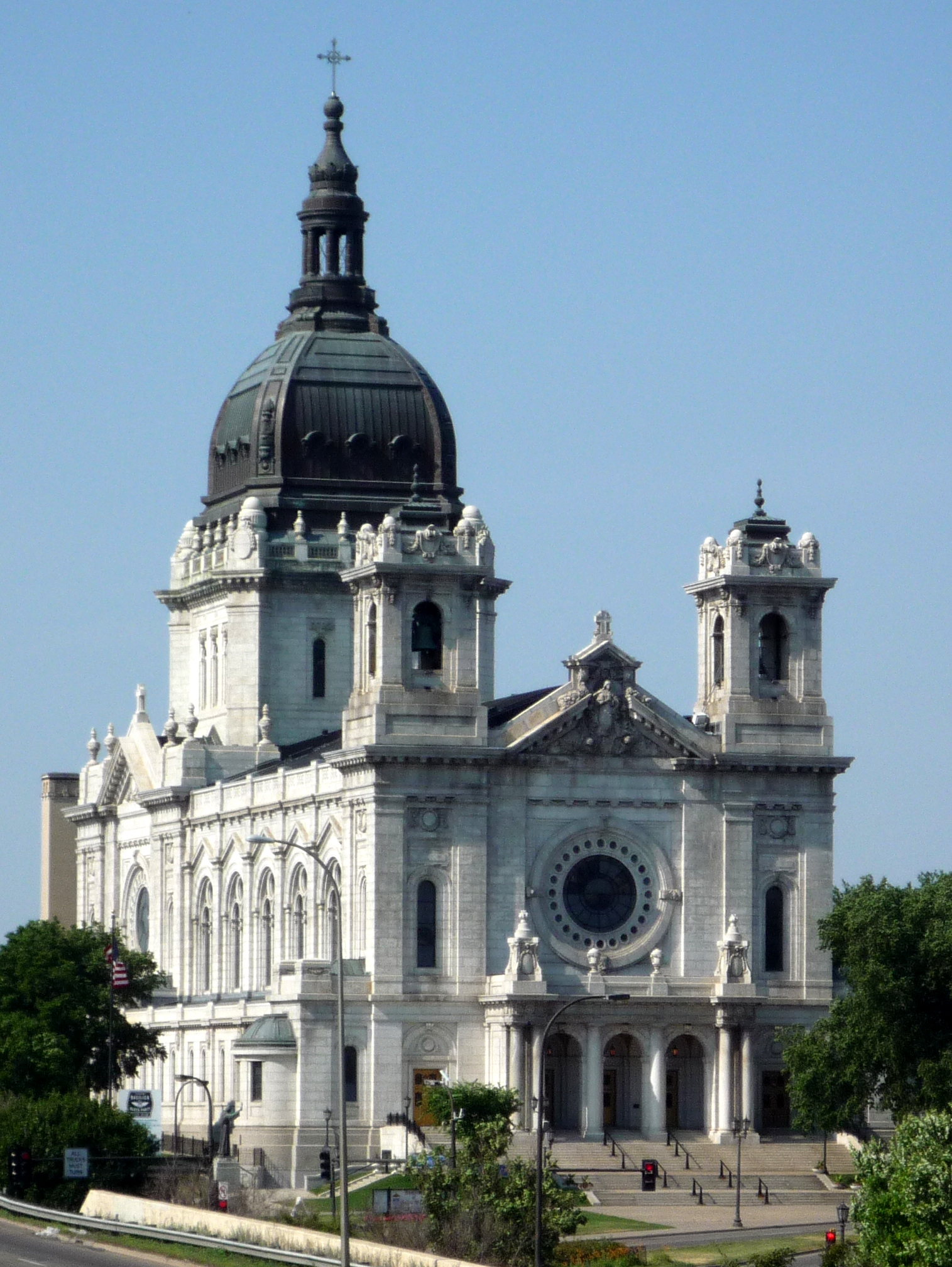
Nord Amèrica: Basílica de Santa Maria, Minneapolis, Estats Units
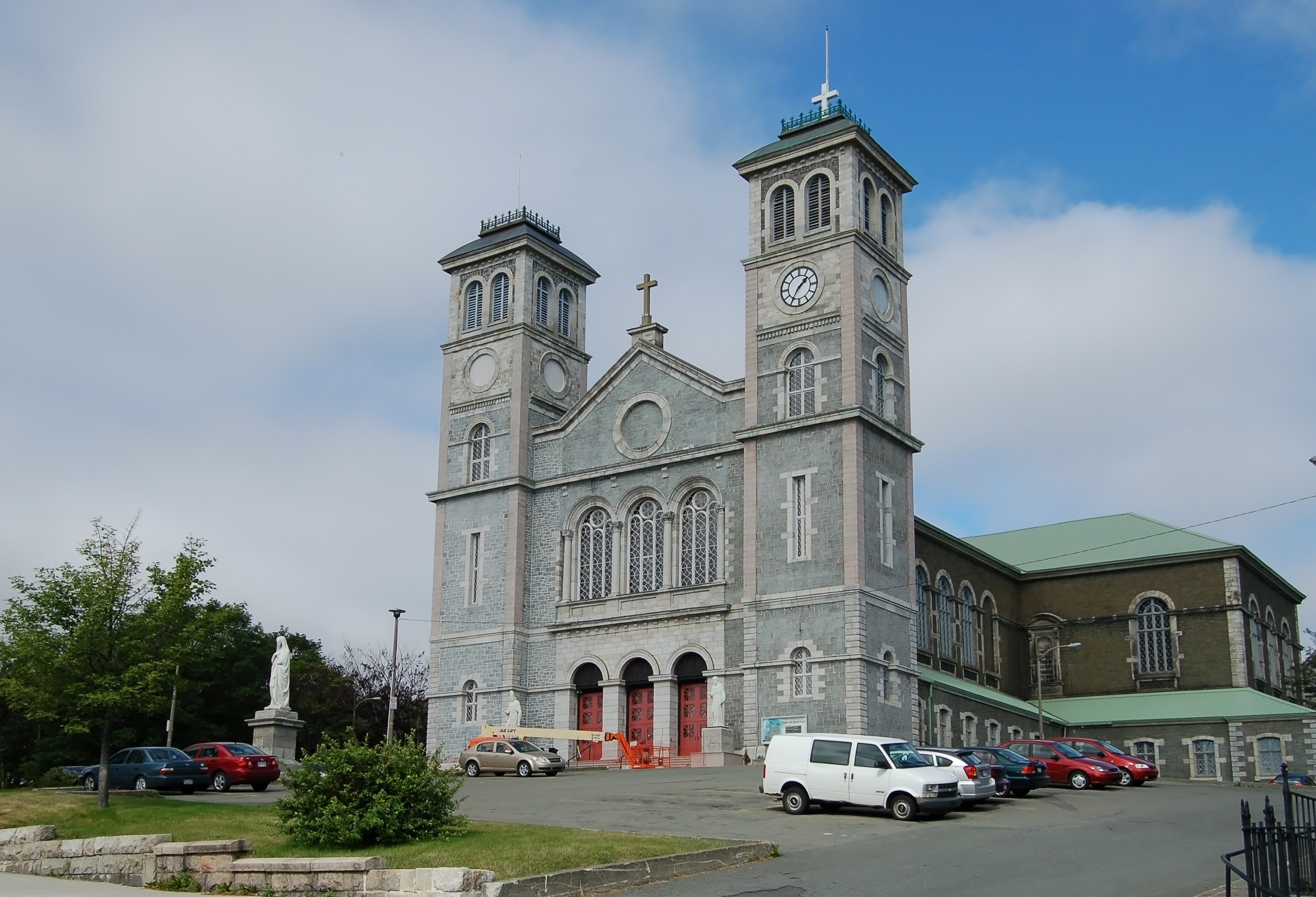
Nord Amèrica: Basílica de Sant Joan Baptista, Saint John's Canadà
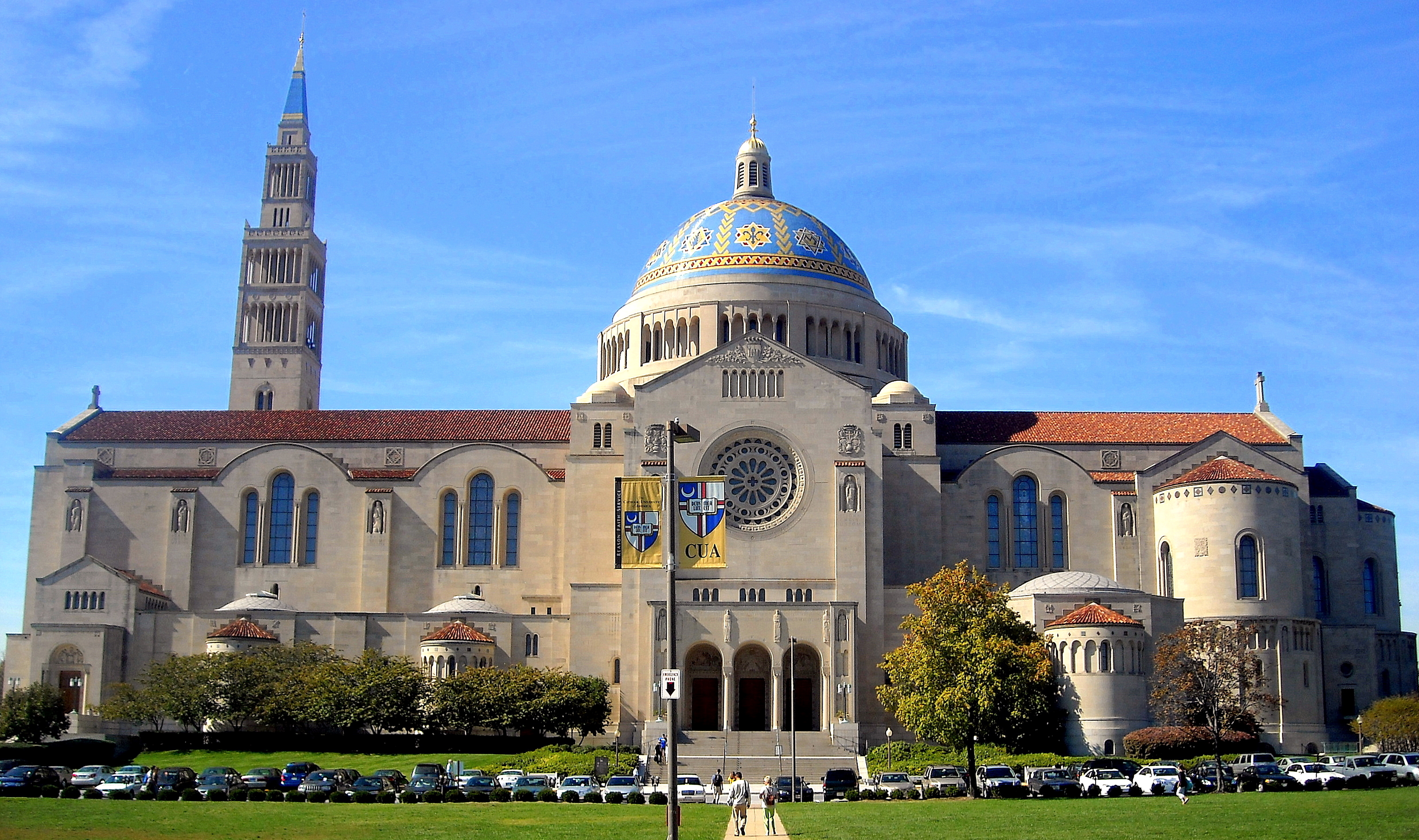
Nord Amèrica: Basílica del Santuari Nacional de la Immaculada Concepció, Washington, D.C., Estats Units
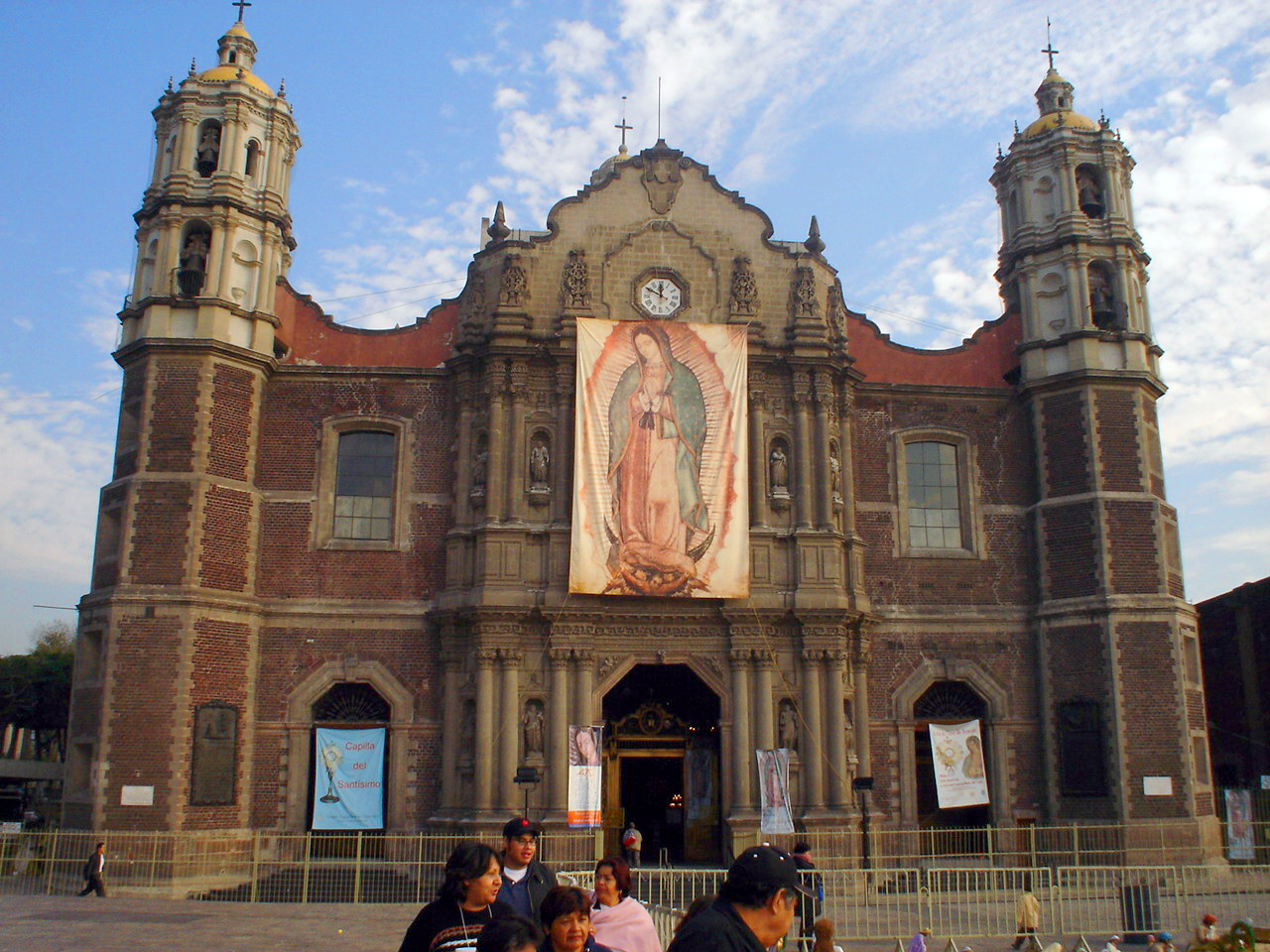
Nord Amèrica: basílica de Nostra Senyora de Guadalupe, Mèxic DF, Mèxic